# Misje dyplomatyczne Stanów Zjednoczonych

Kraje, w których Stany Zjednoczone Ameryki mają swoje przedstawicielstwa dyplomatyczne

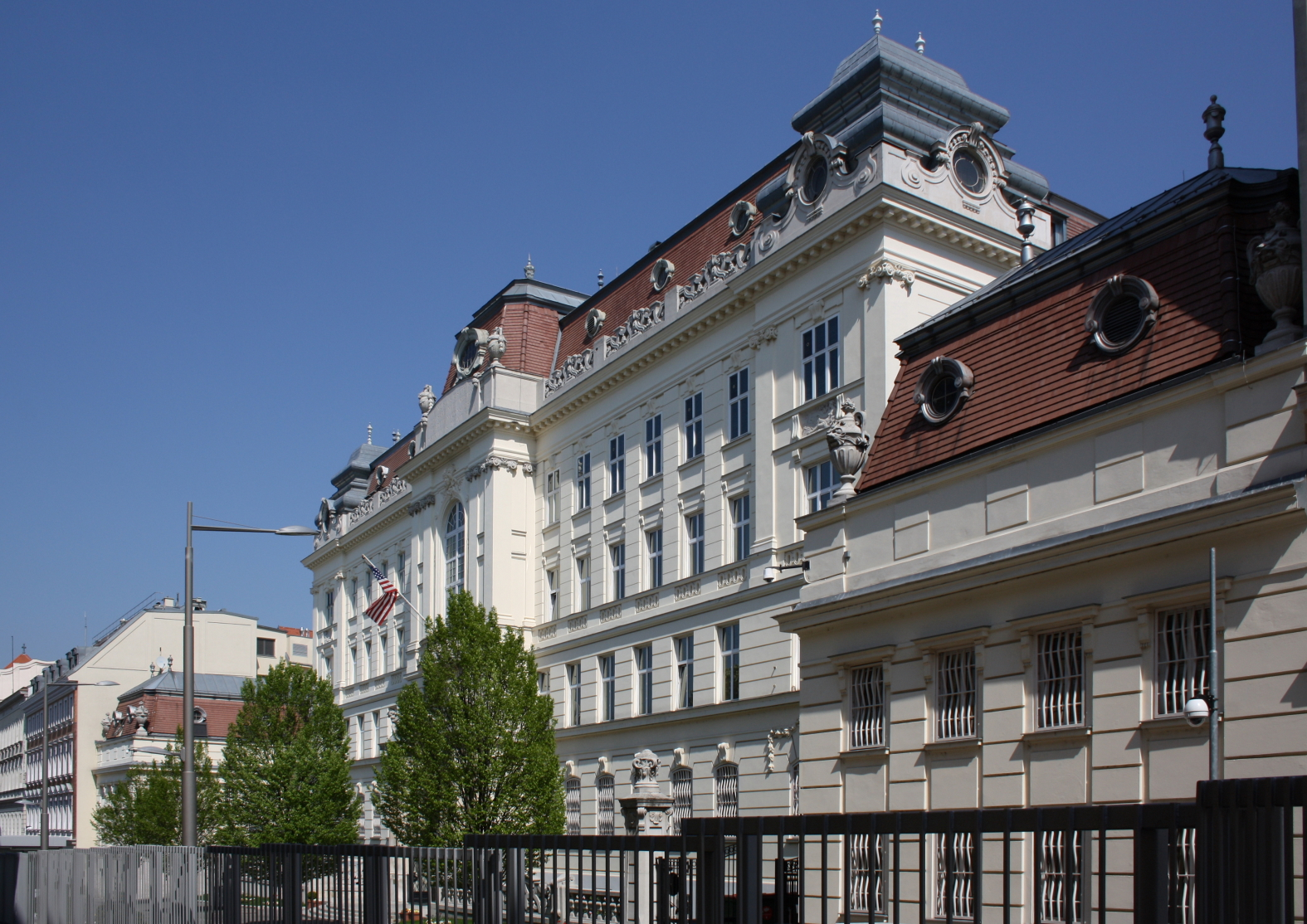
Ambasada Stanów Zjednoczonych w Wiedniu

Misje dyplomatyczne Stanów Zjednoczonych – przedstawicielstwa dyplomatyczne Stanów Zjednoczonych Ameryki przy innych państwach i organizacjach międzynarodowych. Poniższa lista zawiera wykaz obecnych ambasad i konsulatów zawodowych. Nie uwzględniono konsulatów honorowych.

## Europa
- Albania
  - Tirana (Ambasada)
- Austria
  - Wiedeń (Ambasada)
- Białoruś
  - Mińsk (Ambasada)
- Belgia
  - Bruksela (Ambasada)
- Bośnia i Hercegowina
  - Sarajewo (Ambasada)
- Bułgaria
  - Sofia (Ambasada)
- Chorwacja
  - Zagrzeb (Ambasada)
- Cypr
  - Nikozja (Ambasada)
- Czarnogóra
  - Podgorica (Ambasada)
- Czechy
  - Praga (Ambasada)
- Dania
  - Kopenhaga (Ambasada)
- Estonia
  - Tallinn (Ambasada)
- Finlandia
  - Helsinki (Ambasada)
- Francja
  - Paryż (Ambasada)
  - Bordeaux (Konsulat generalny)
  - Lyon (Konsulat generalny)
  - Marsylia (Konsulat generalny)
  - Strasburg (Konsulat generalny)
  - Rennes (Konsulat generalny)

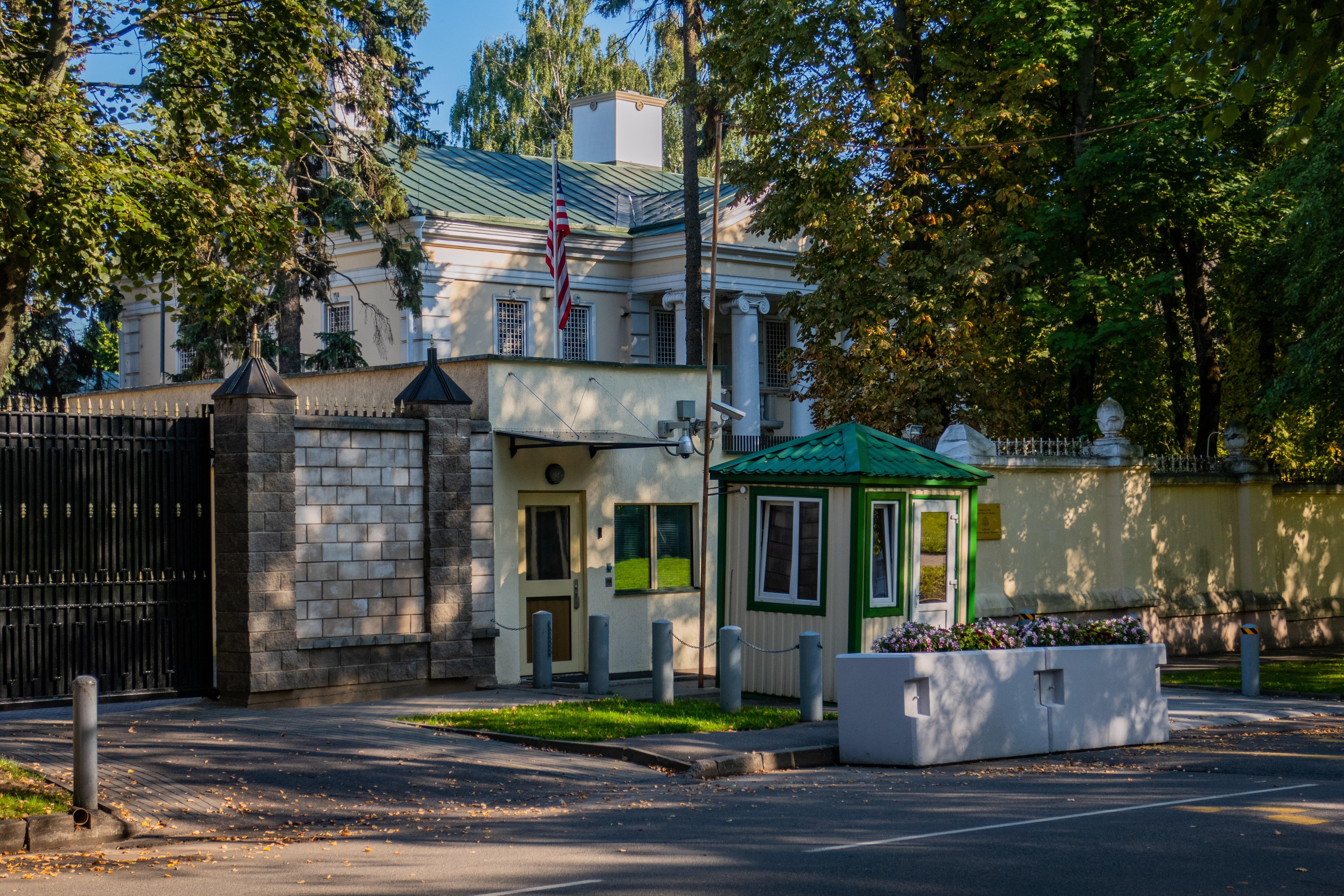
Ambasada Stanów Zjednoczonych w Mińsku

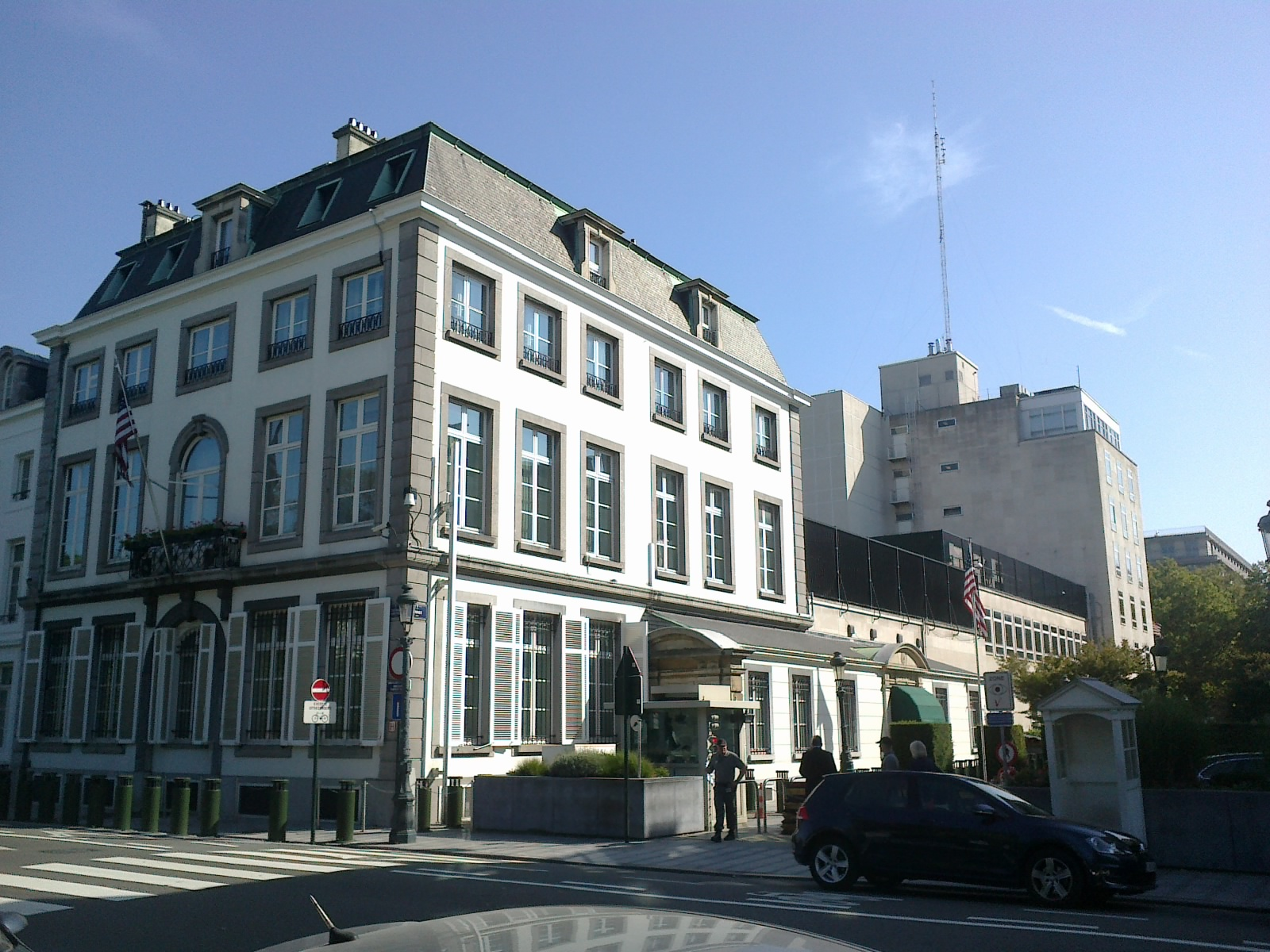
Ambasada Stanów Zjednoczonych w Brukseli

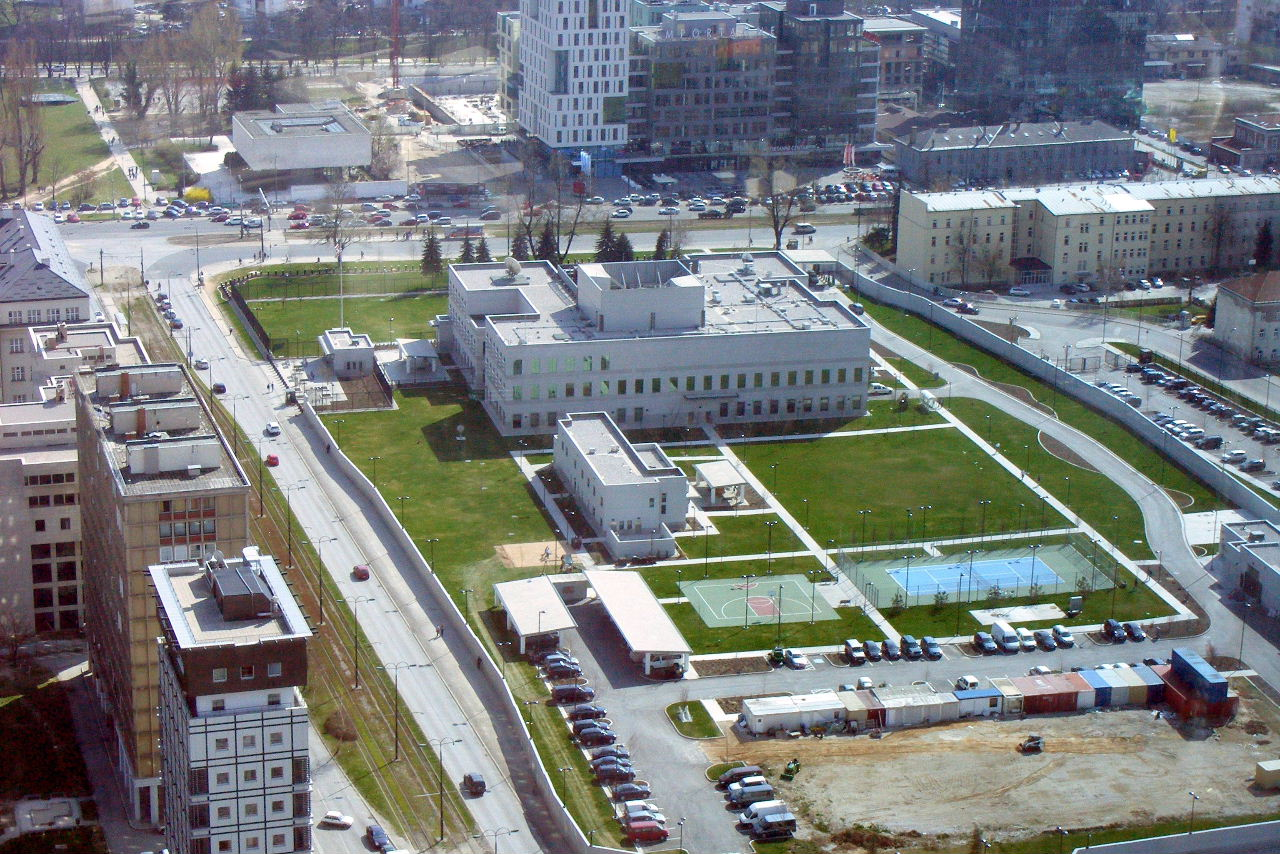
Ambasada Stanów Zjednoczonych w Sarajewie

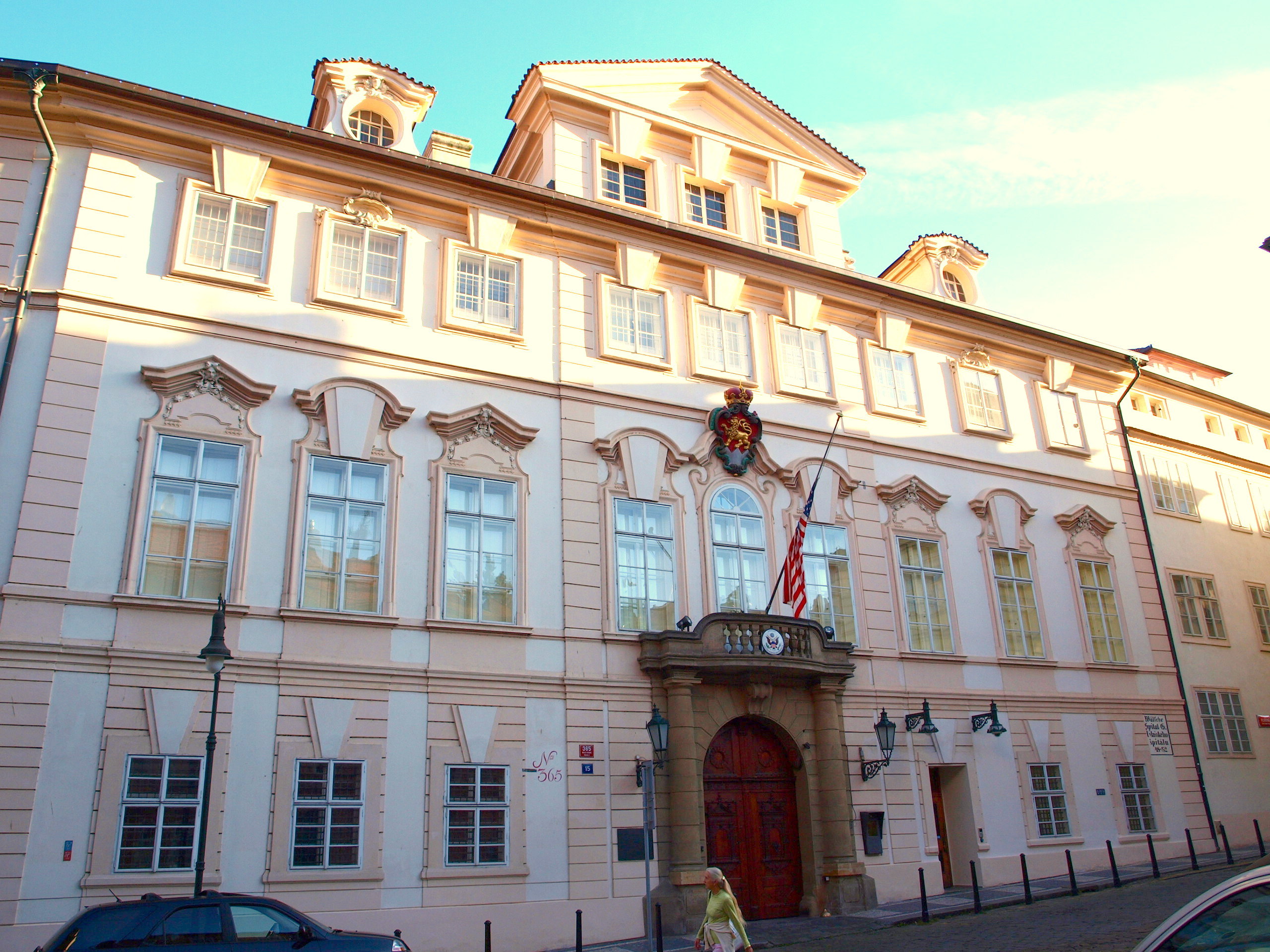
Ambasada Stanów Zjednoczonych w Pradze

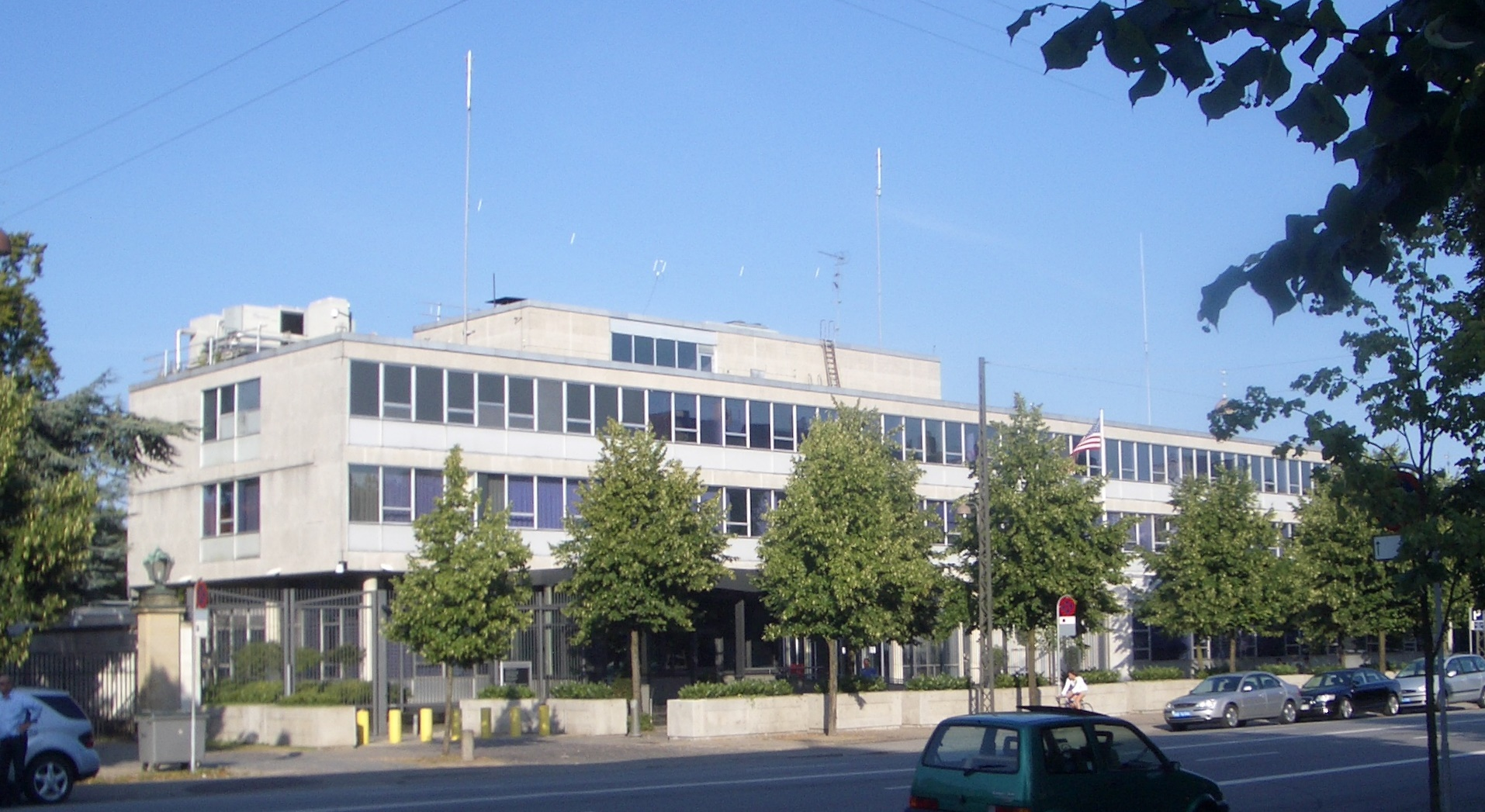
Ambasada Stanów Zjednoczonych w Kopenhadze

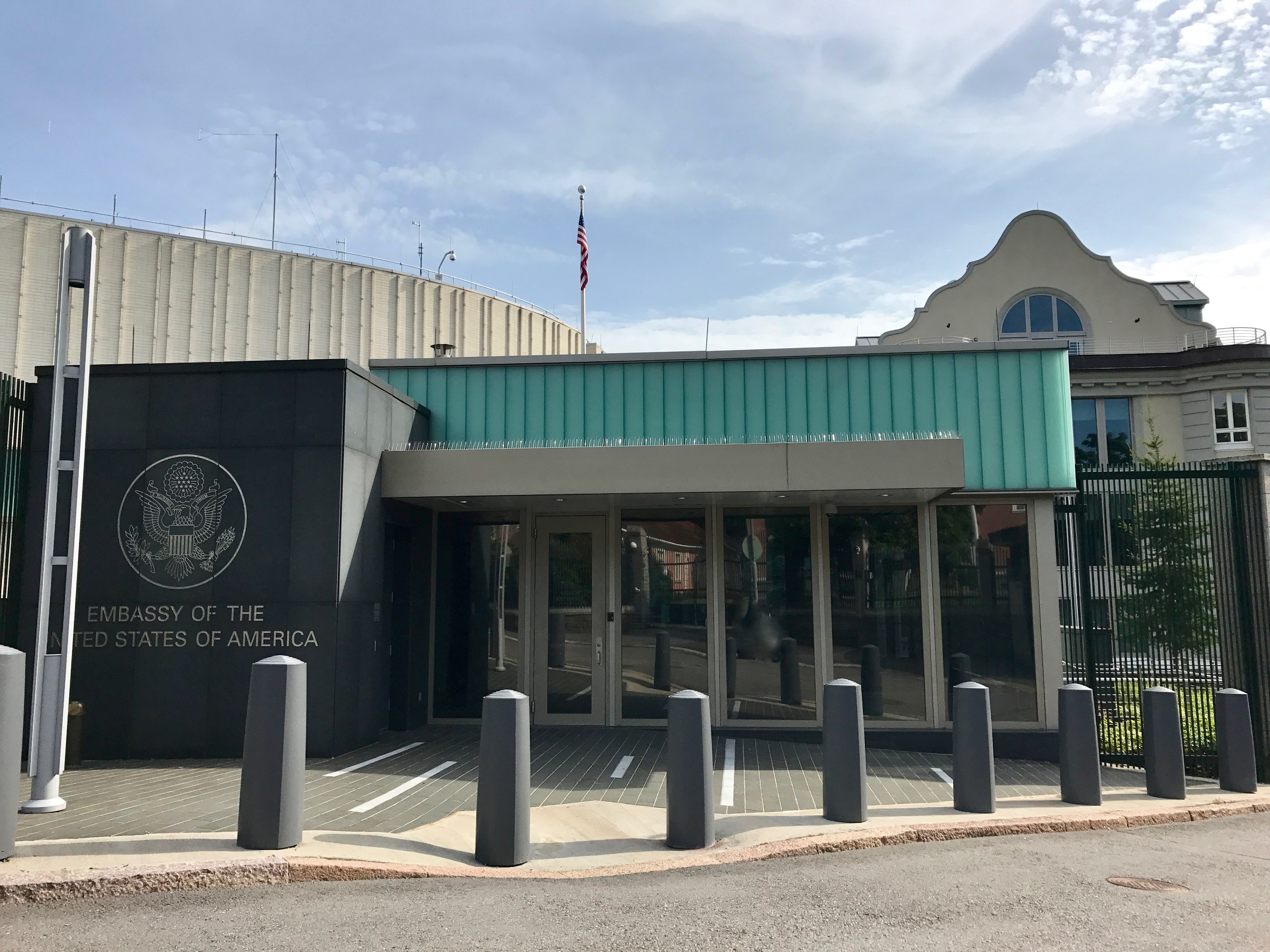
Ambasada Stanów Zjednoczonych w Helsinkach

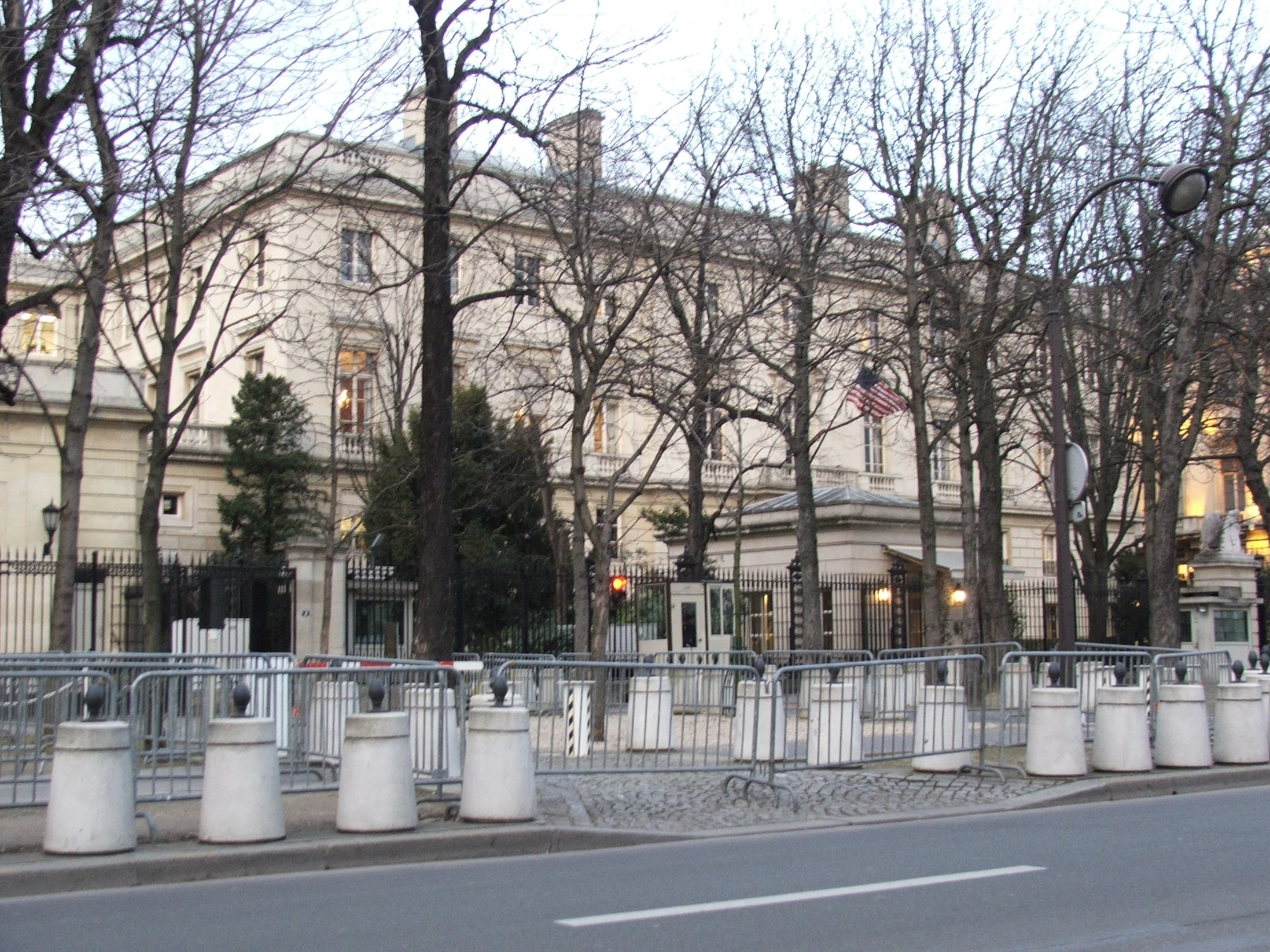
Ambasada Stanów Zjednoczonych w Paryżu

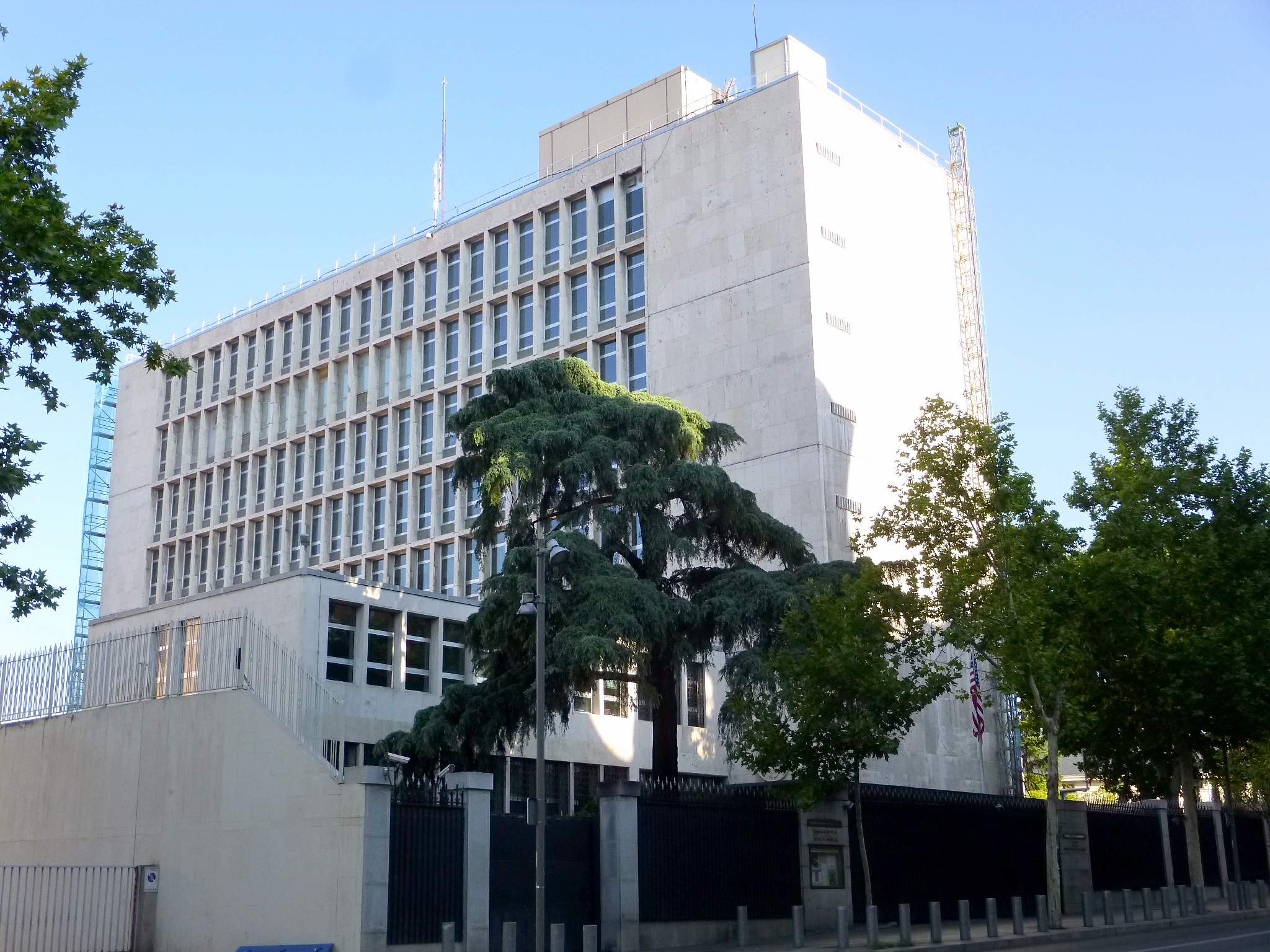
Ambasada Stanów Zjednoczonych w Madrycie

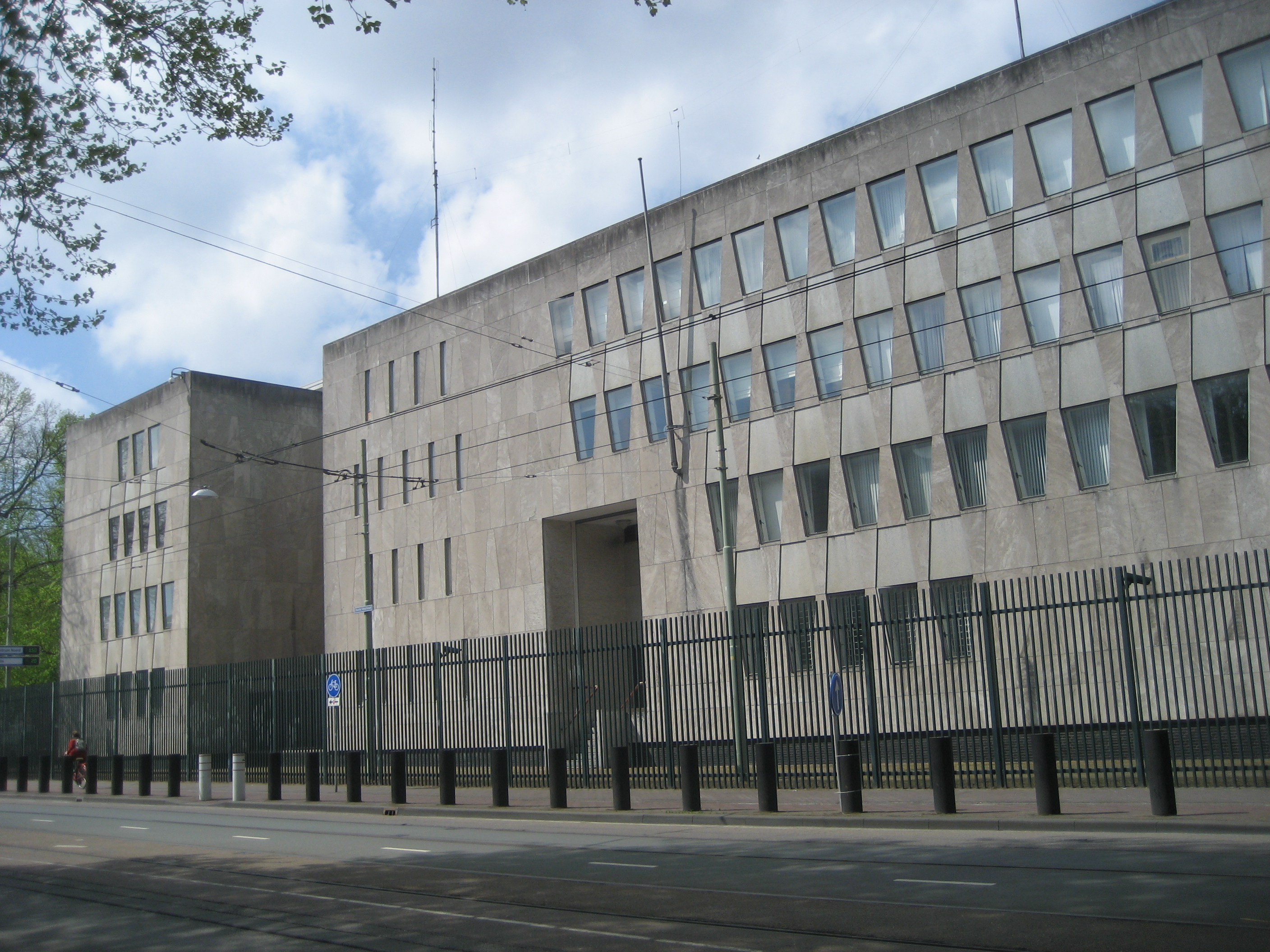
Ambasada Stanów Zjednoczonych w Hadze

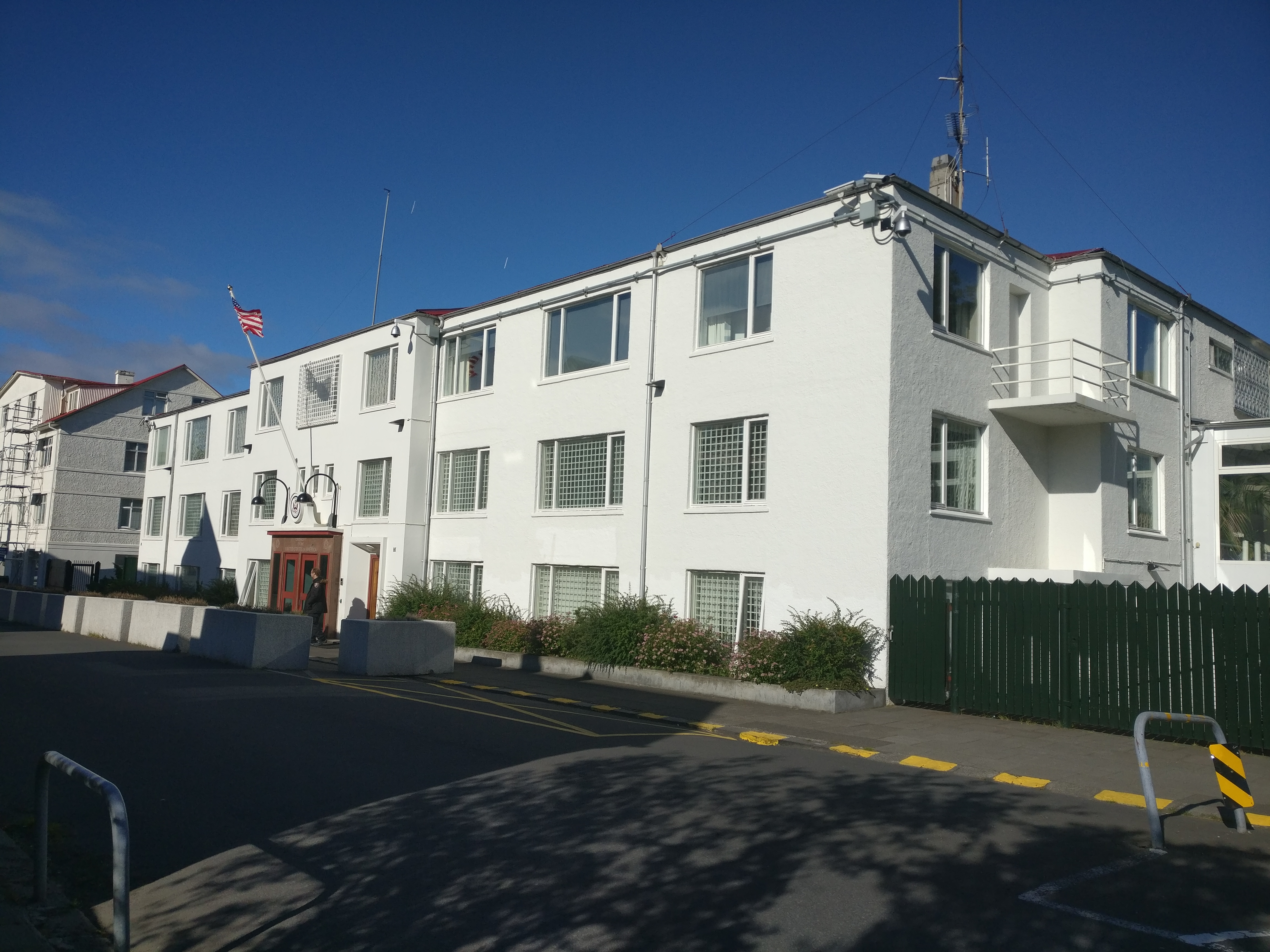
Ambasada Stanów Zjednoczonych w Rejkiawiku

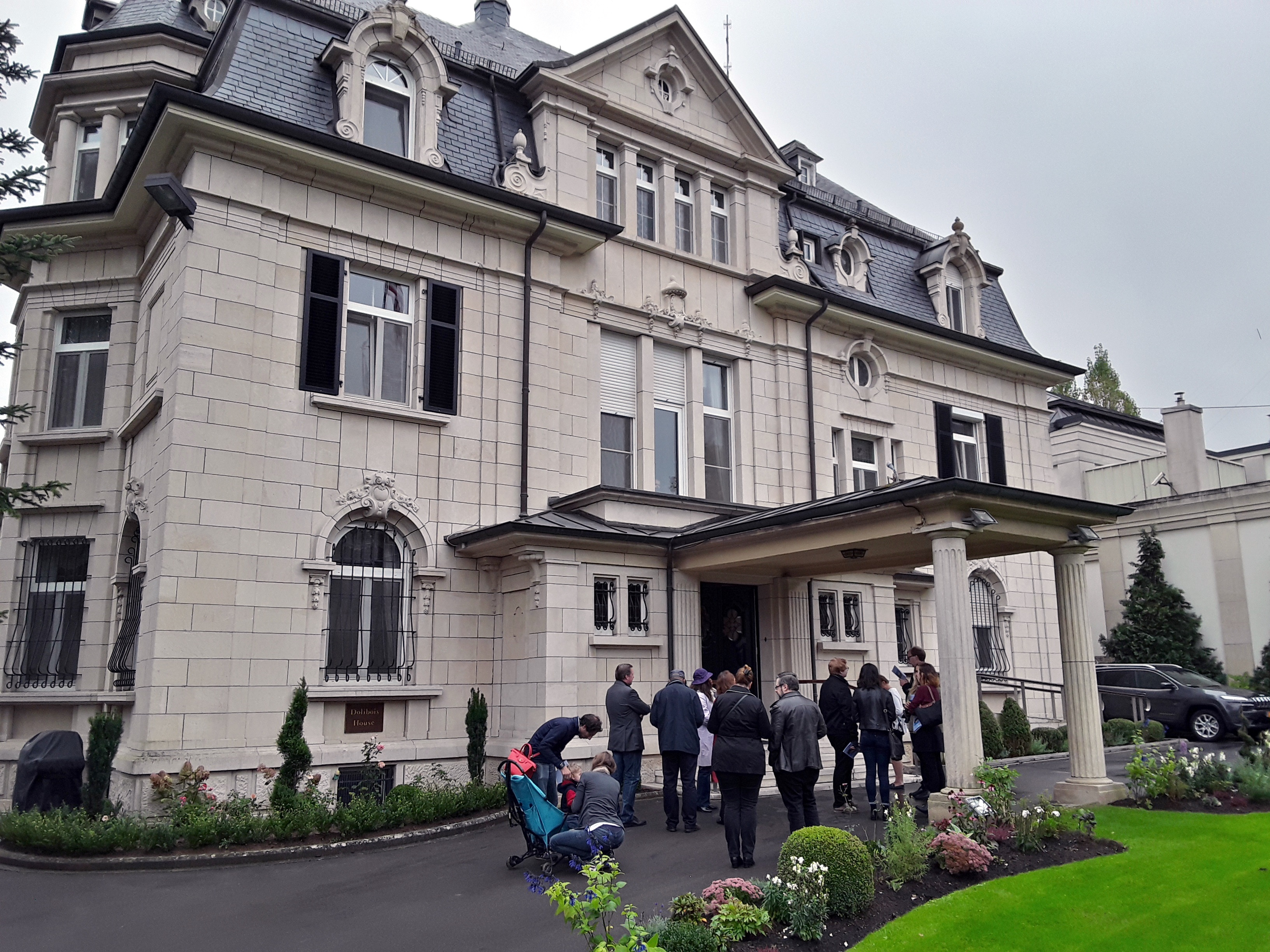
Ambasada Stanów Zjednoczonych w Luksemburgu

Ambasada Stanów Zjednoczonych w Kiszyniowie

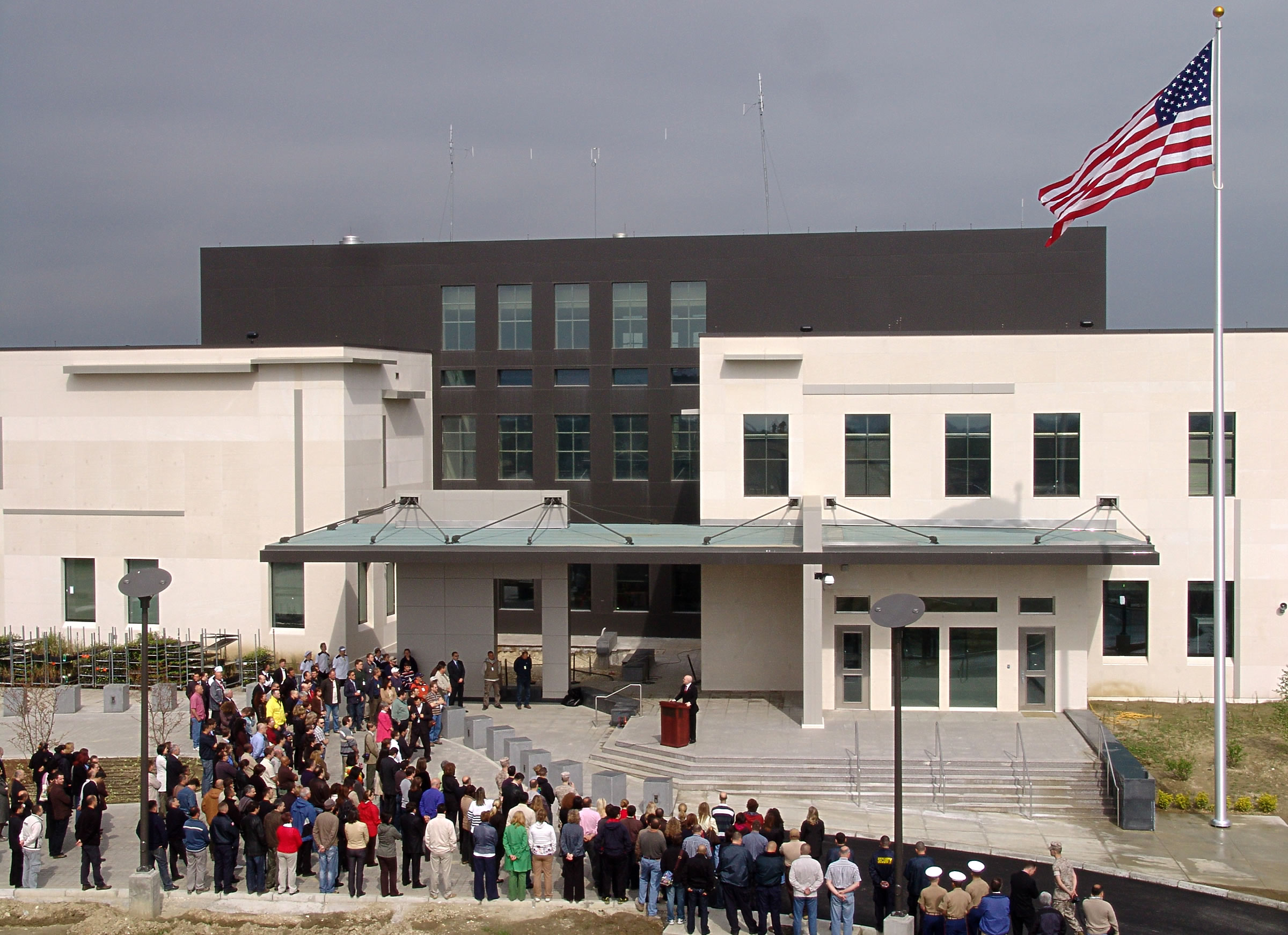
Ambasada Stanów Zjednoczonych w Skopje

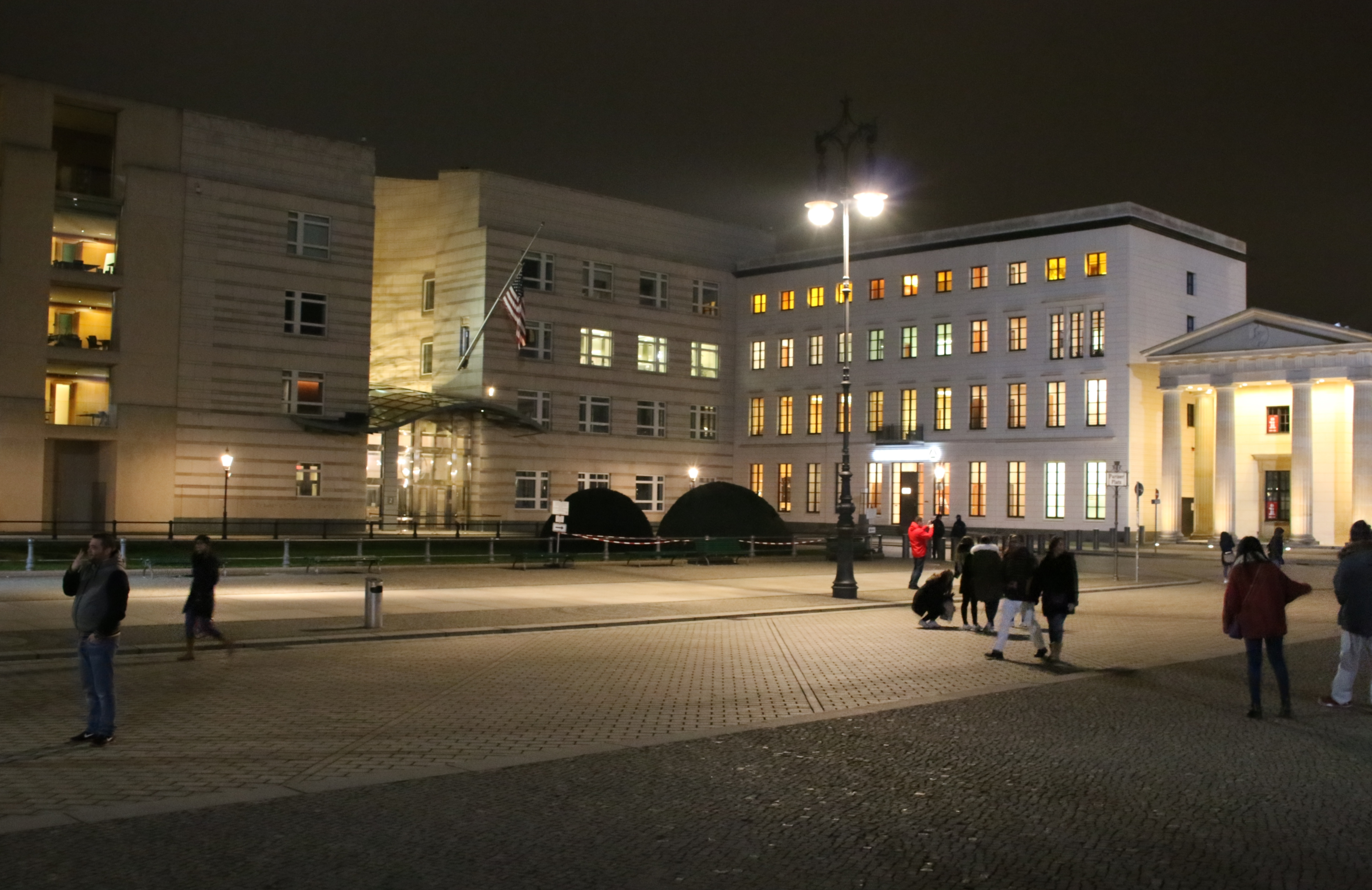
Ambasada Stanów Zjednoczonych w Berlinie

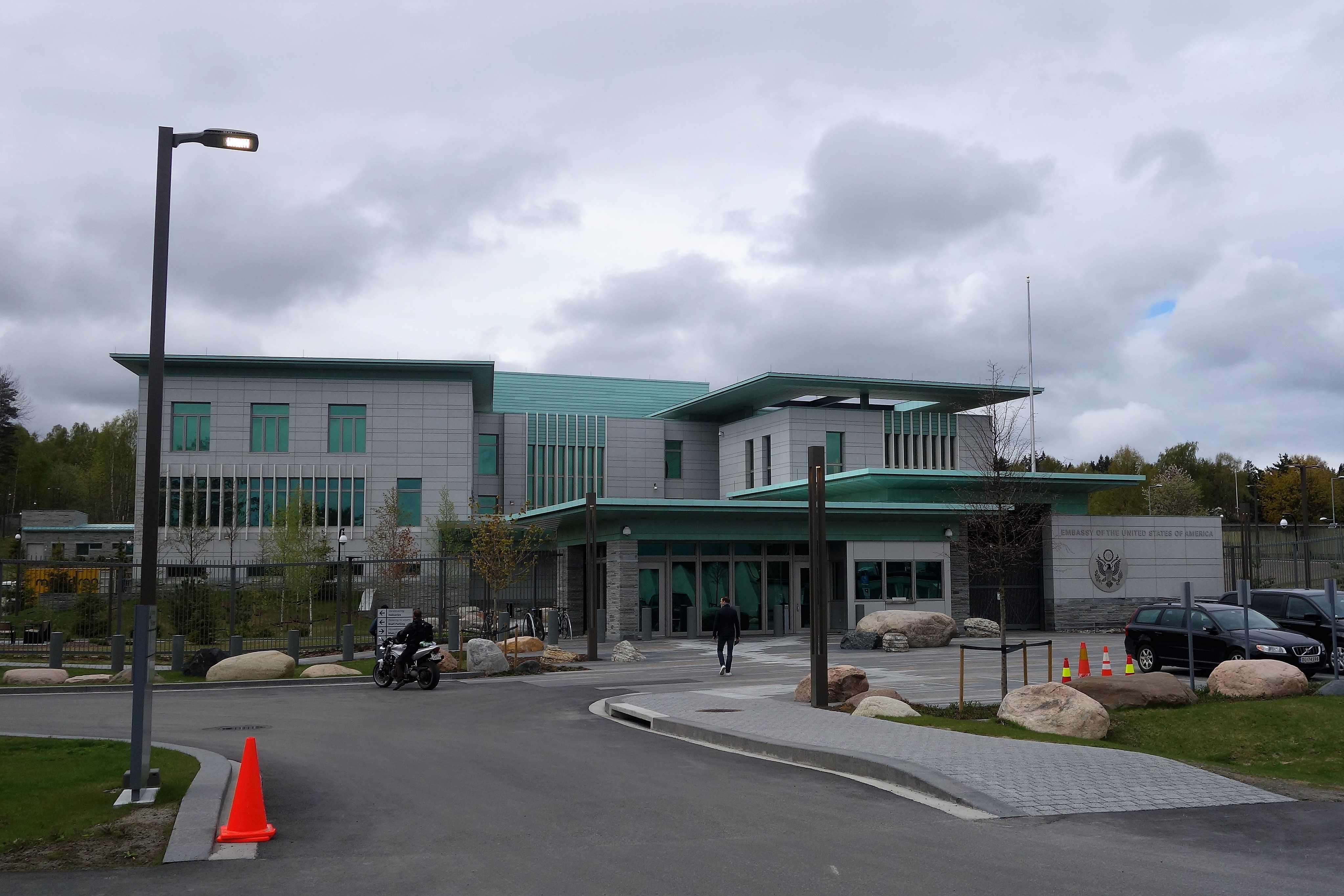
Ambasada Stanów Zjednoczonych w Oslo

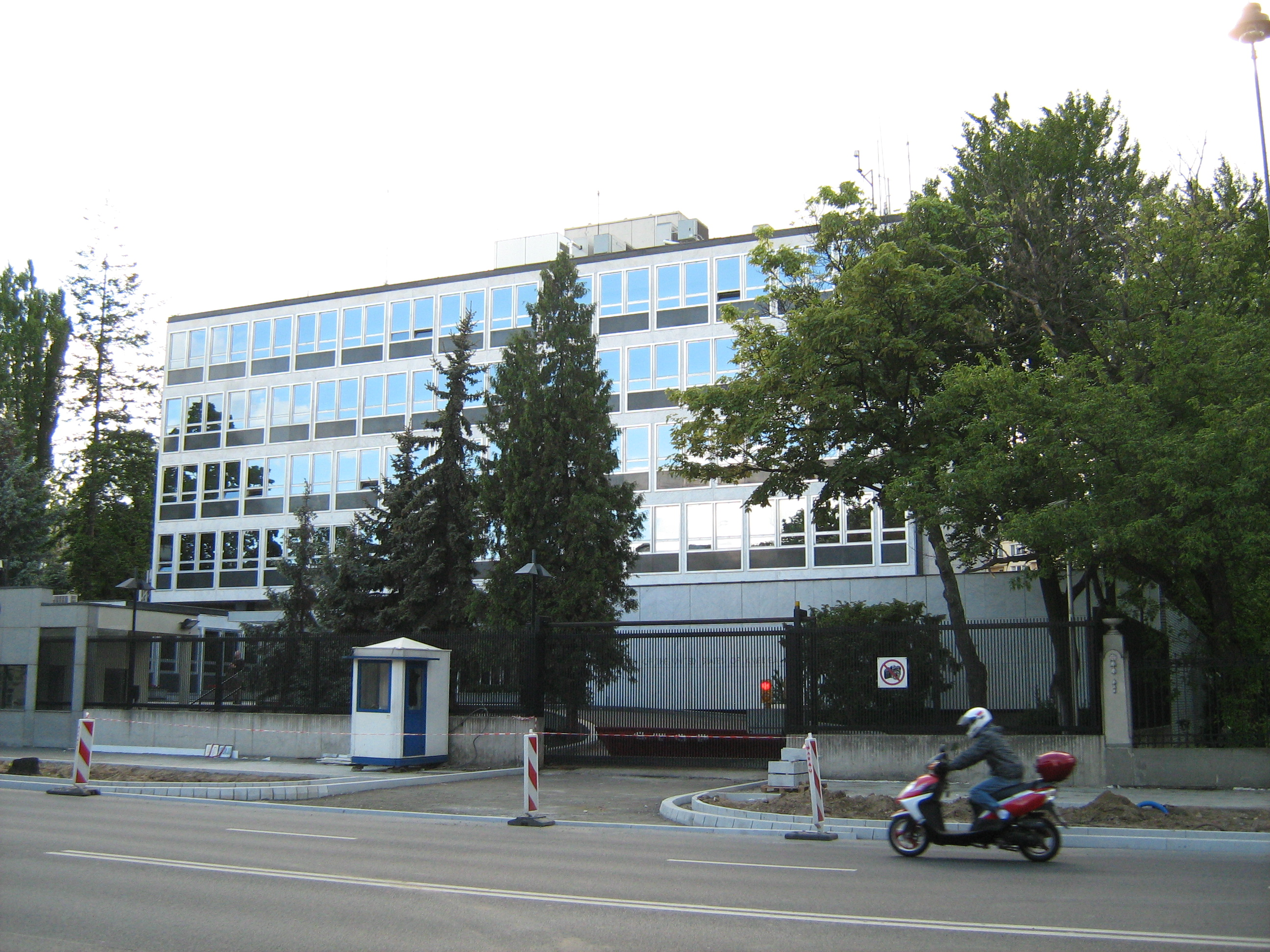
Ambasada Stanów Zjednoczonych w Warszawie

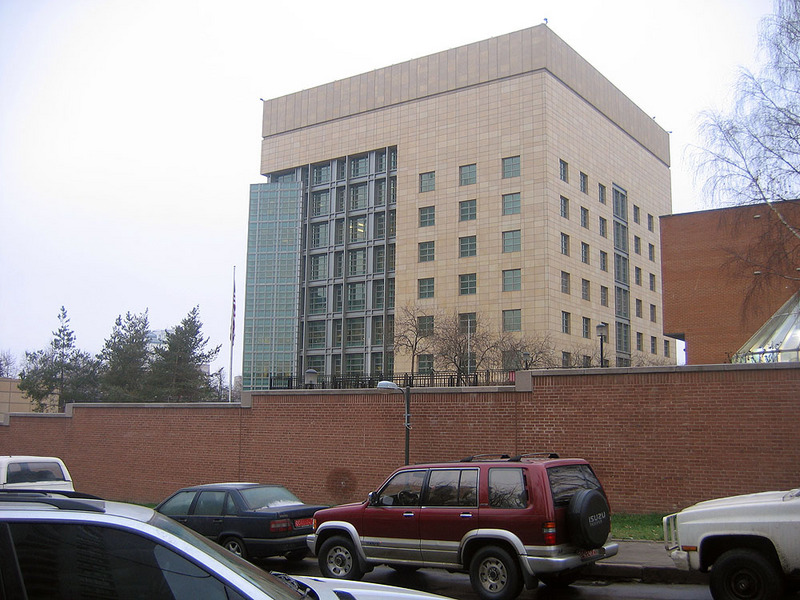
Ambasada Stanów Zjednoczonych w Moskwie

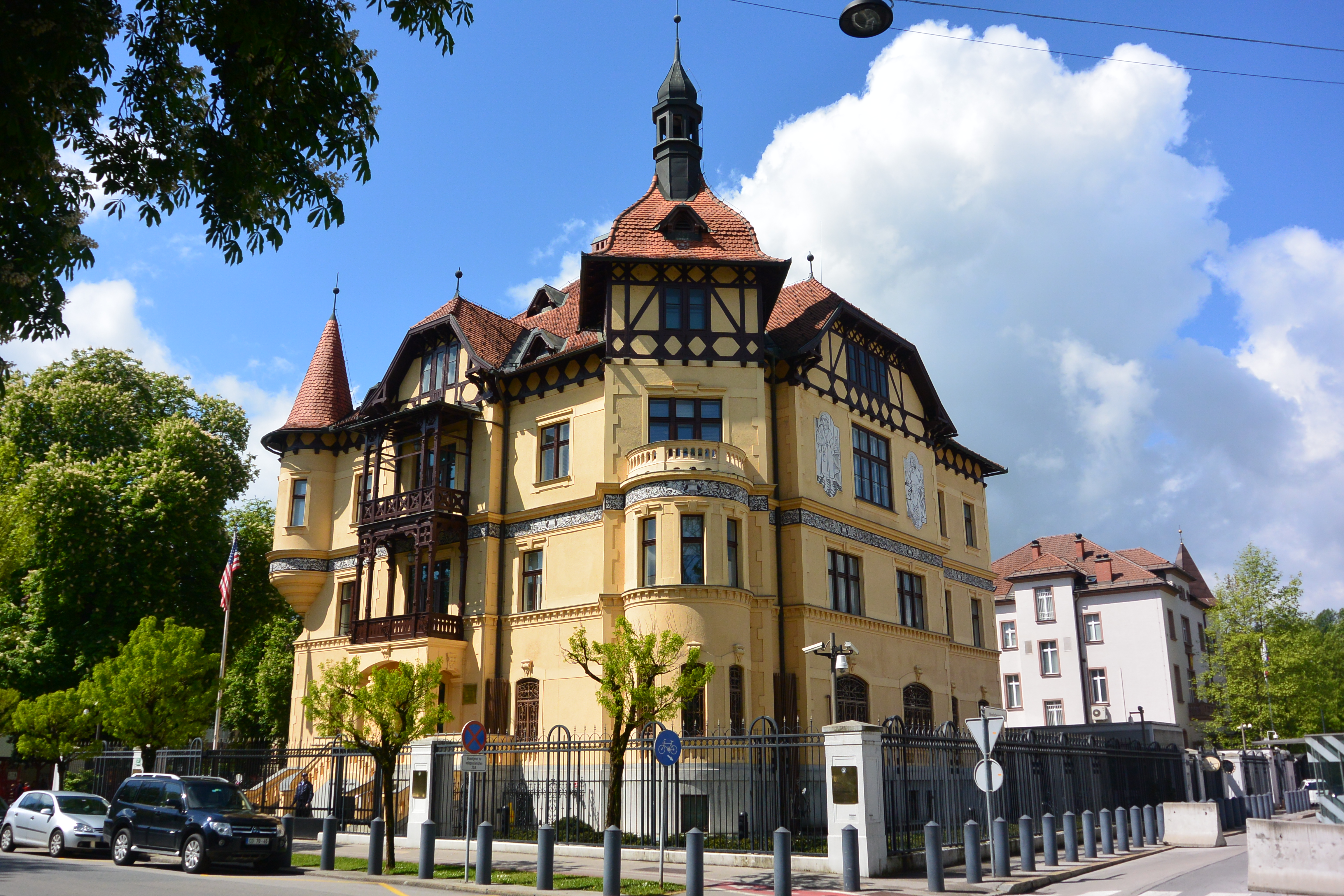
Ambasada Stanów Zjednoczonych w Lublanie

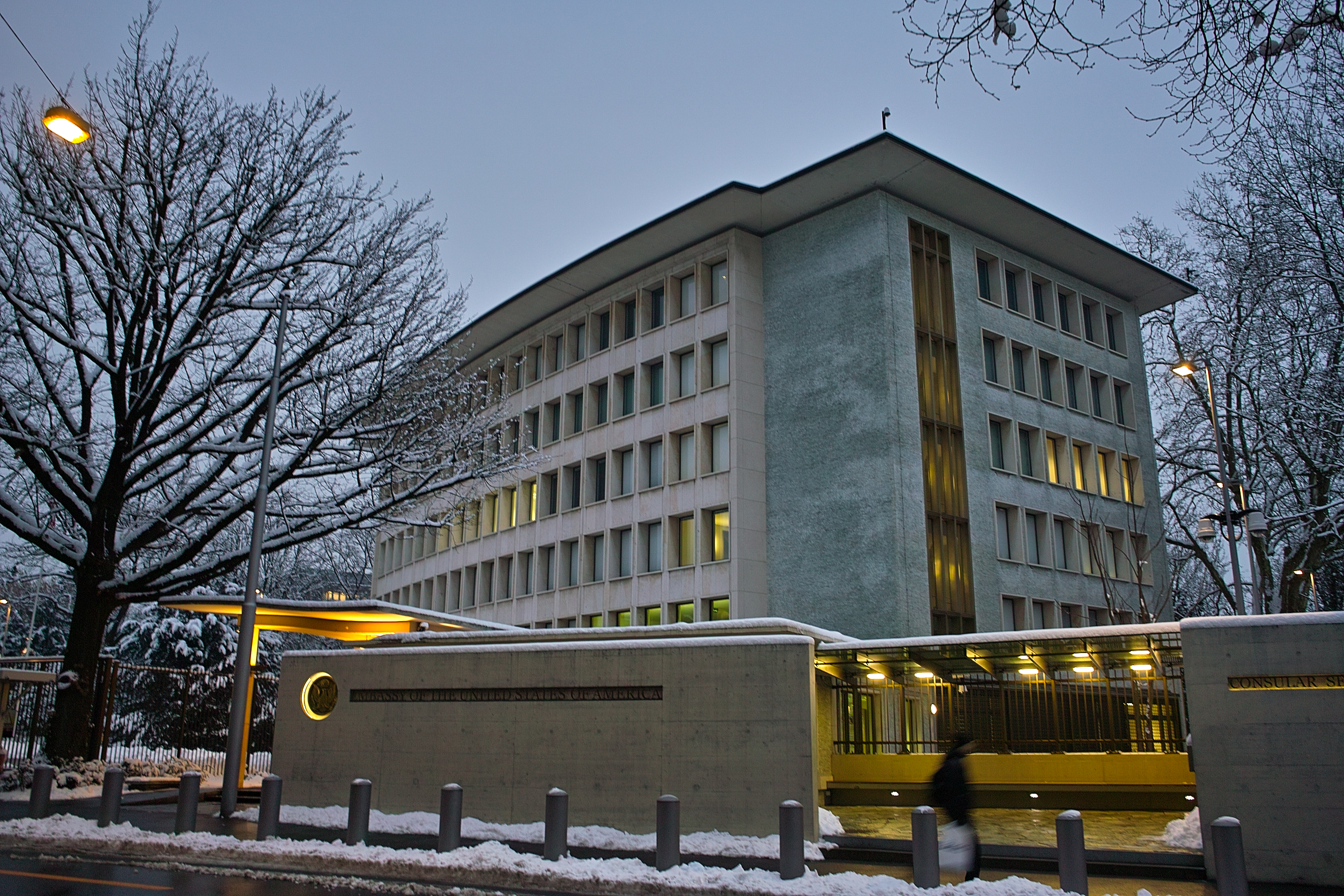
Ambasada Stanów Zjednoczonych w Bernie

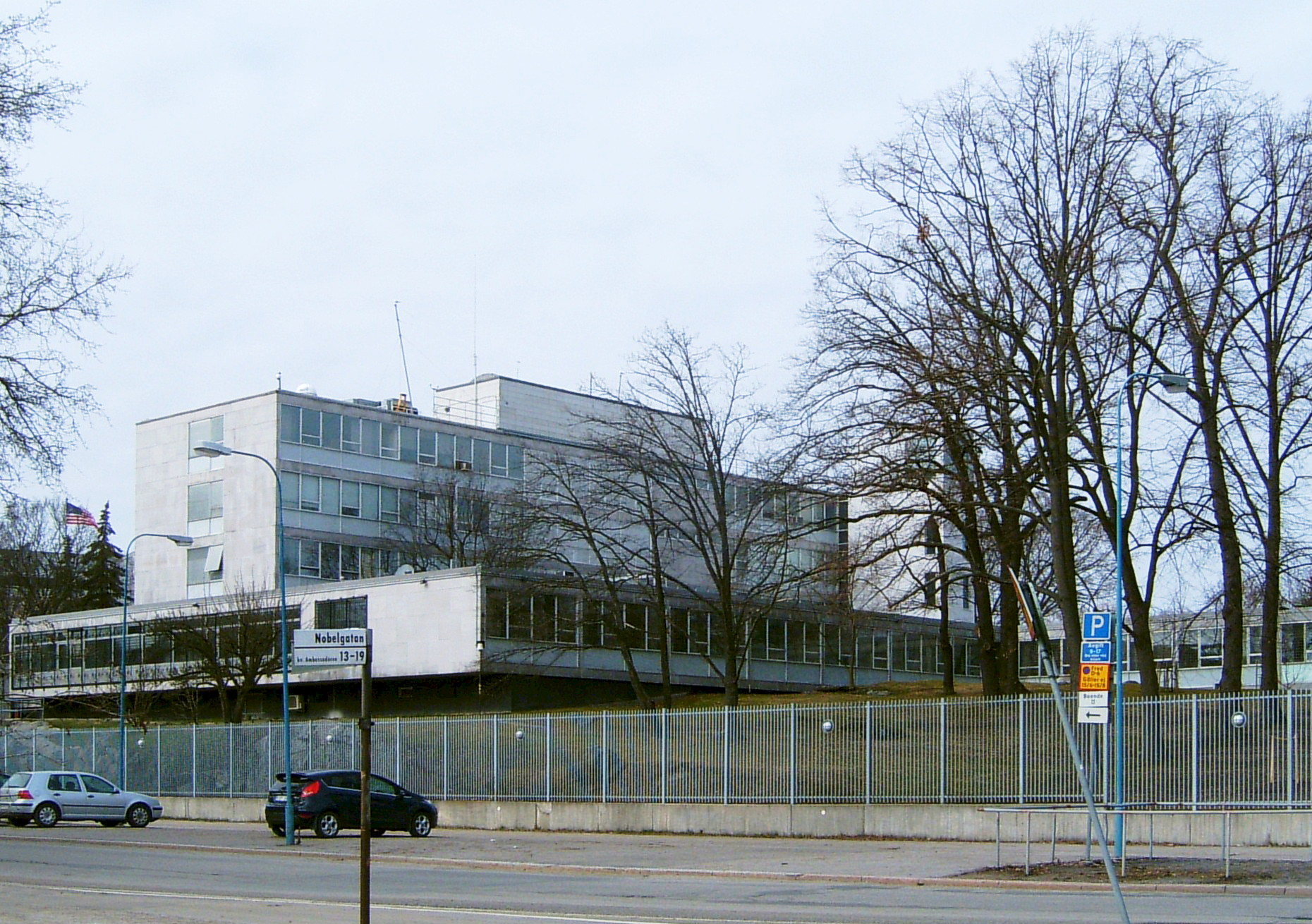
Ambasada Stanów Zjednoczonych w Sztokholmie

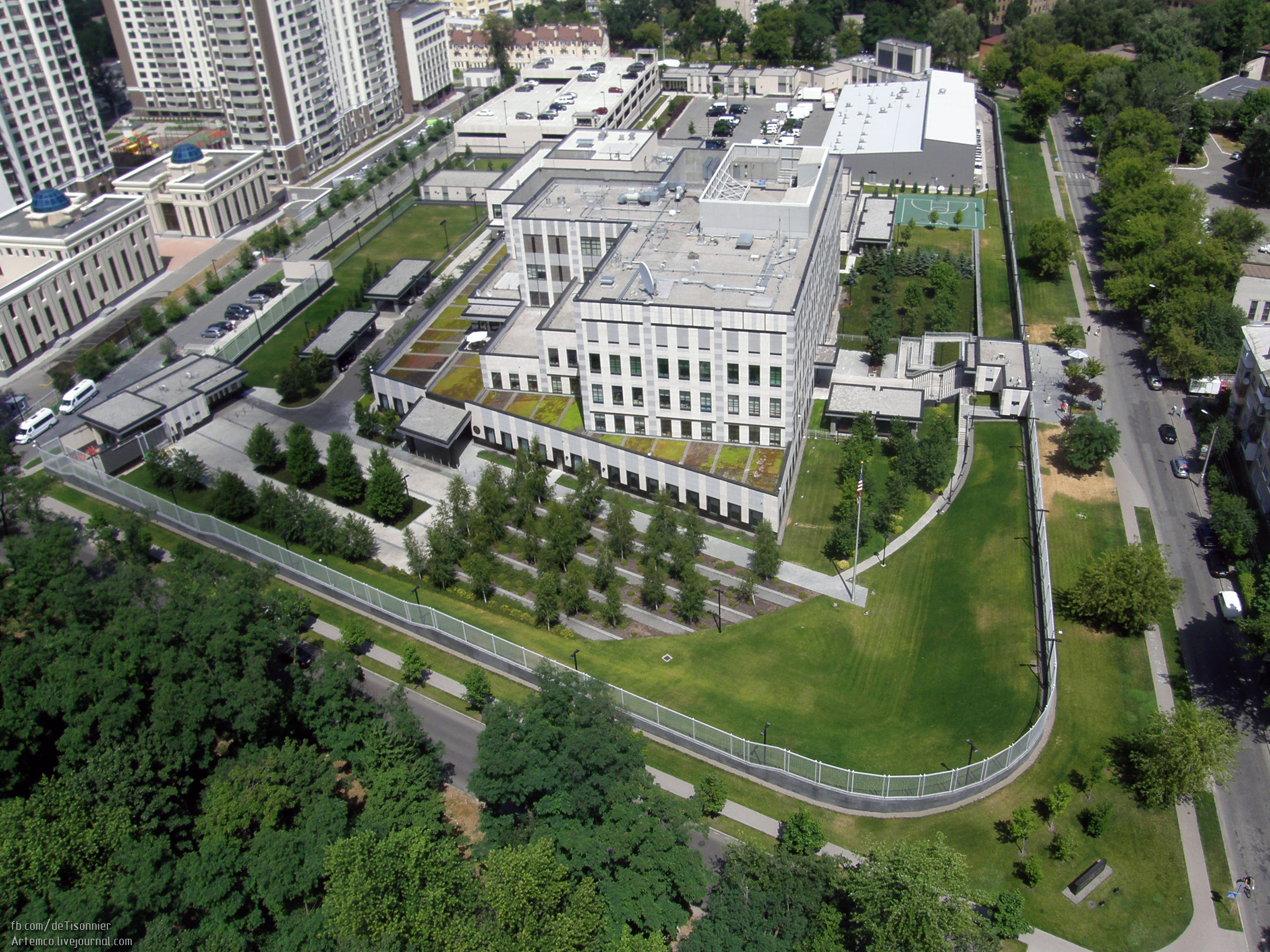
Ambasada Stanów Zjednoczonych w Kijowie

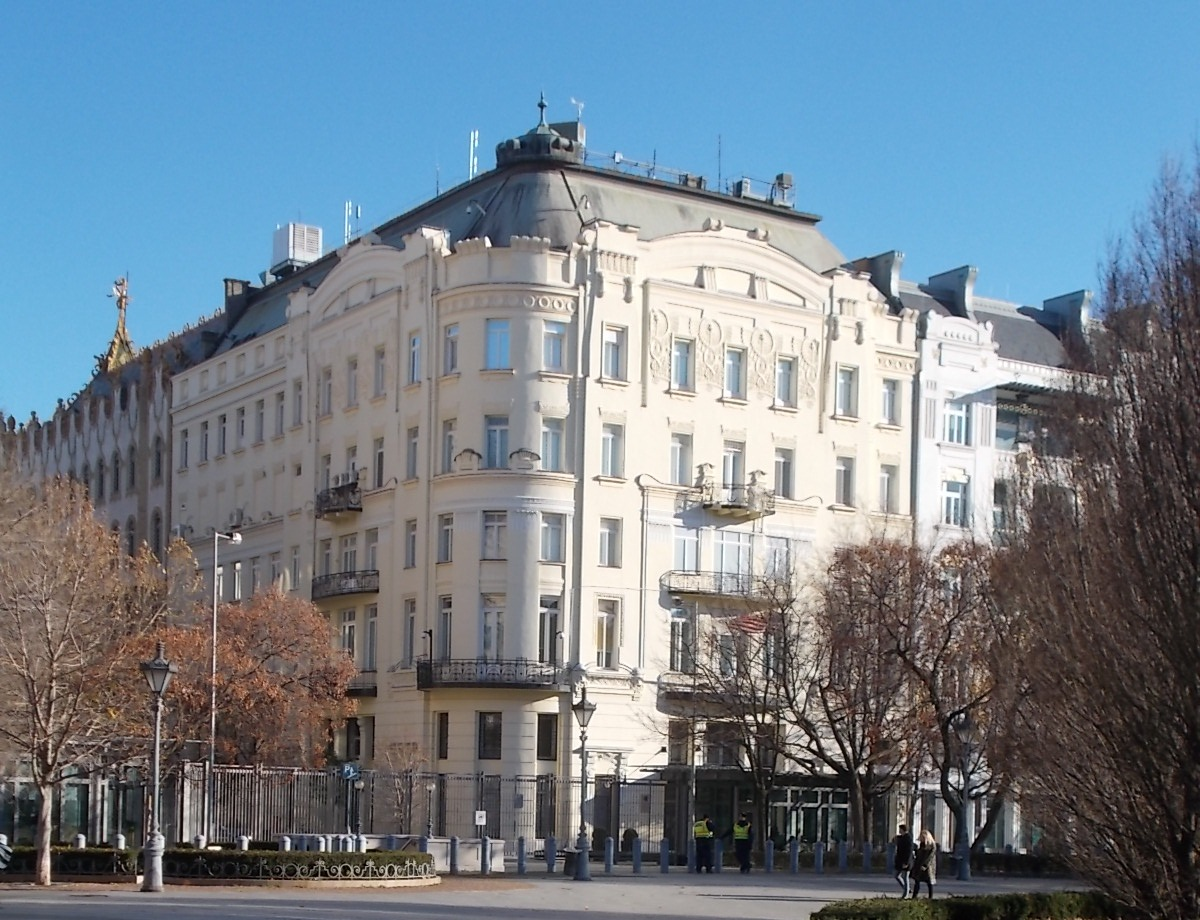
Ambasada Stanów Zjednoczonych w Budapeszcie

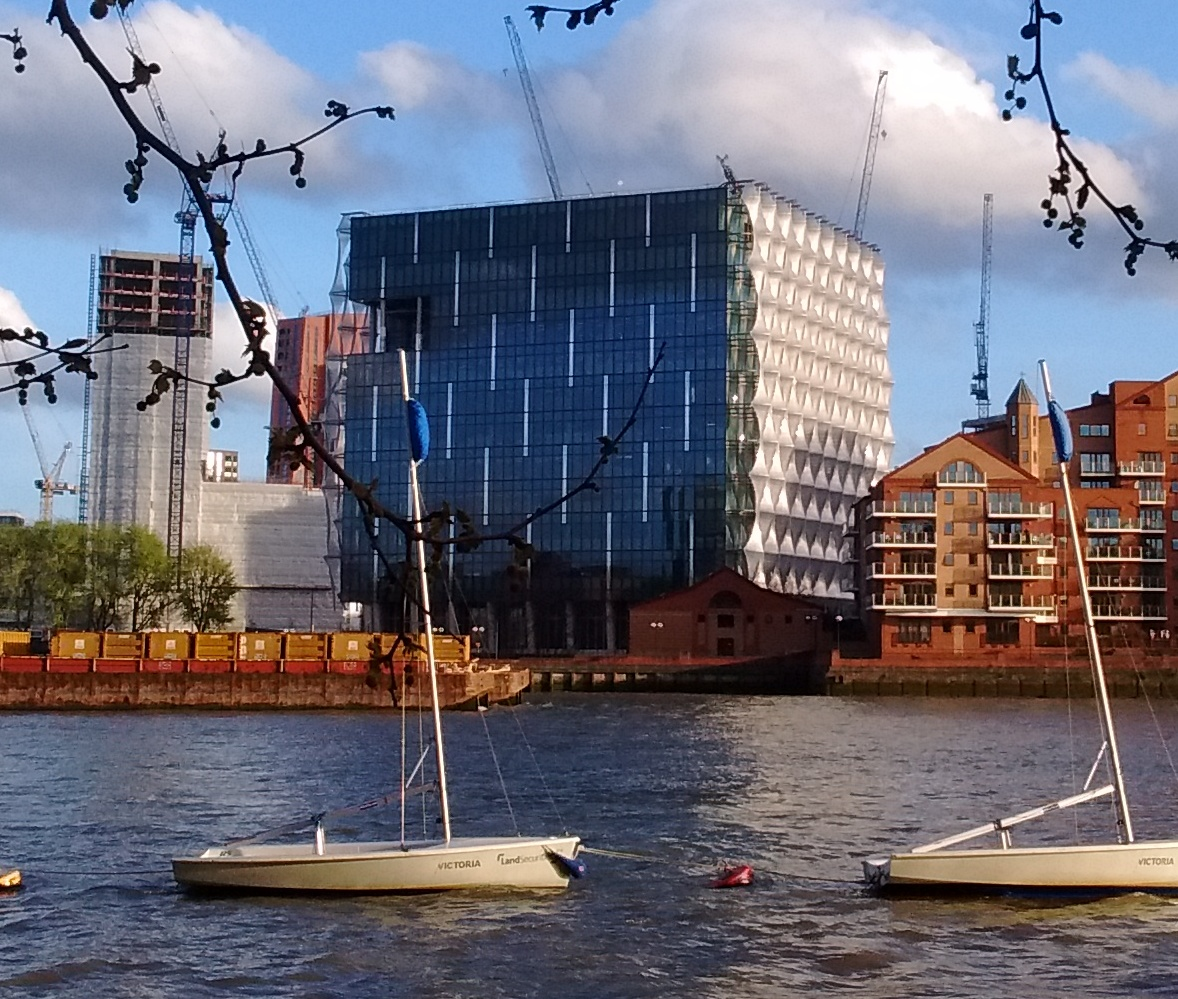
Ambasada Stanów Zjednoczonych w Londynie

  - Tuluza (Wirtualna obecność Konsulat)
- Grecja
  - Ateny (Ambasada)
  - Saloniki (Konsulat generalny)
- Hiszpania
  - Madryt (Ambasada)
  - Barcelona (Konsulat generalny)
- Holandia
  - Haga (Ambasada)
  - Amsterdam (Konsulat generalny)

patrz także terytoria zależne
- Irlandia
  - Dublin (Ambasada)
- Islandia
  - Reykjavík (Ambasada)
- Kosowo
  - Prisztina (Ambasada)
- Litwa
  - Wilno (Ambasada)
- Luksemburg
  - Luksemburg (Ambasada)
- Łotwa
  - Ryga (Ambasada)
- Macedonia Północna
  - Skopje (Ambasada)
- Malta
  - Valletta (Ambasada)
- Mołdawia
  - Kiszyniów (Ambasada)
- Niemcy
  - Berlin (Ambasada)
  - Düsseldorf (Konsulat generalny)
  - Frankfurt nad Menem (Konsulat generalny)
  - Hamburg (Konsulat generalny)
  - Lipsk (Konsulat generalny)
  - Monachium (Konsulat generalny)
- Norwegia
  - Oslo (Ambasada)
- Polska
  - Warszawa (Ambasada)
  - Kraków (Konsulat generalny)
  - Poznań (Agencja konsularna)
- Portugalia
  - Lizbona (Ambasada)
  - Ponta Delgada (Konsulat)
- Rosja
  - Moskwa (Ambasada)
- Rumunia
  - Bukareszt (Ambasada)
- Serbia
  - Belgrad (Ambasada)
- Słowacja
  - Bratysława (Ambasada)
- Słowenia
  - Lublana (Ambasada)
- Stolica Apostolska
  - Rzym (Ambasada)
- Szwajcaria
  - Berno (Ambasada)
- Szwecja
  - Sztokholm (Ambasada)
- Turcja
  - Ankara (Ambasada)
  - Stambuł (Konsulat generalny)
  - Adana (Konsulat)
- Ukraina
  - Kijów (Ambasada)
- Węgry
  - Budapeszt (Ambasada)
- Wielka Brytania
  - Londyn (Ambasada)
  - Belfast (Konsulat generalny)
  - Edynburg (Konsulat generalny)

patrz także terytoria zależne
- Włochy
  - Rzym (Ambasada)
  - Florencja (Konsulat generalny)
  - Mediolan (Konsulat generalny)
  - Neapol (Konsulat generalny)

## Ameryka Północna, Środkowa i Karaiby
- Bahamy
  - Nassau (Ambasada)
- Barbados
  - Bridgetown (Ambasada)
- Belize
  - Belmopan (Ambasada)
- Dominikana
  - Santo Domingo (Ambasada)
- Grenada
  - Saint George’s (Ambasada)
- Gwatemala
  - Gwatemala (Ambasada)
- Haiti
  - Port-au-Prince (Ambasada)
- Honduras
  - Tegucigalpa (Ambasada)
- Jamajka
  - Kingston (Ambasada)
- Kanada
  - Ottawa (Ambasada)
  - Calgary (Konsulat generalny)
  - Halifax (Konsulat generalny)
  - Montreal (Konsulat generalny)
  - Quebec (Konsulat generalny)
  - Toronto (Konsulat generalny)
  - Vancouver (Konsulat generalny)
  - Winnipeg (Konsulat)
- Kostaryka
  - San José (Ambasada)
- Kuba
  - Hawana (Ambasada)
- Meksyk
  - Meksyk (Ambasada)

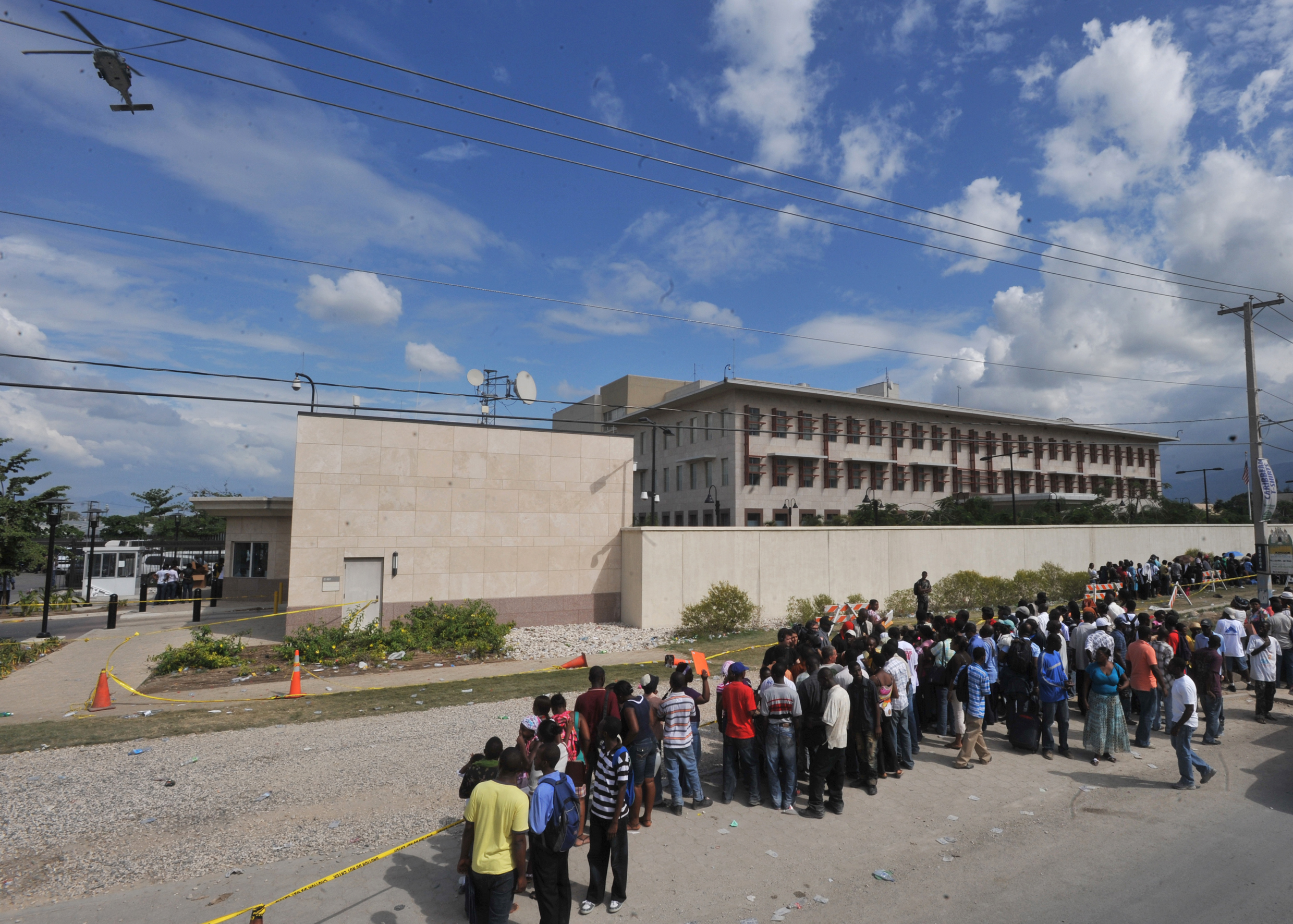
Ambasada Stanów Zjednoczonych w Port-au-Prince

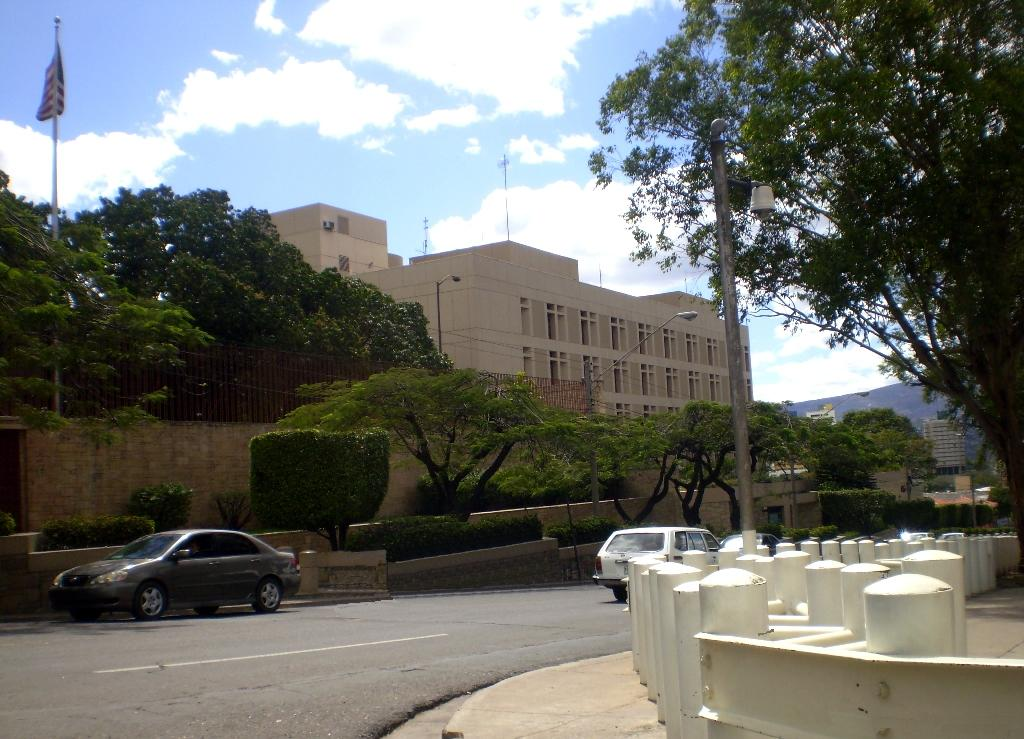
Ambasada Stanów Zjednoczonych w Tegucigalpie

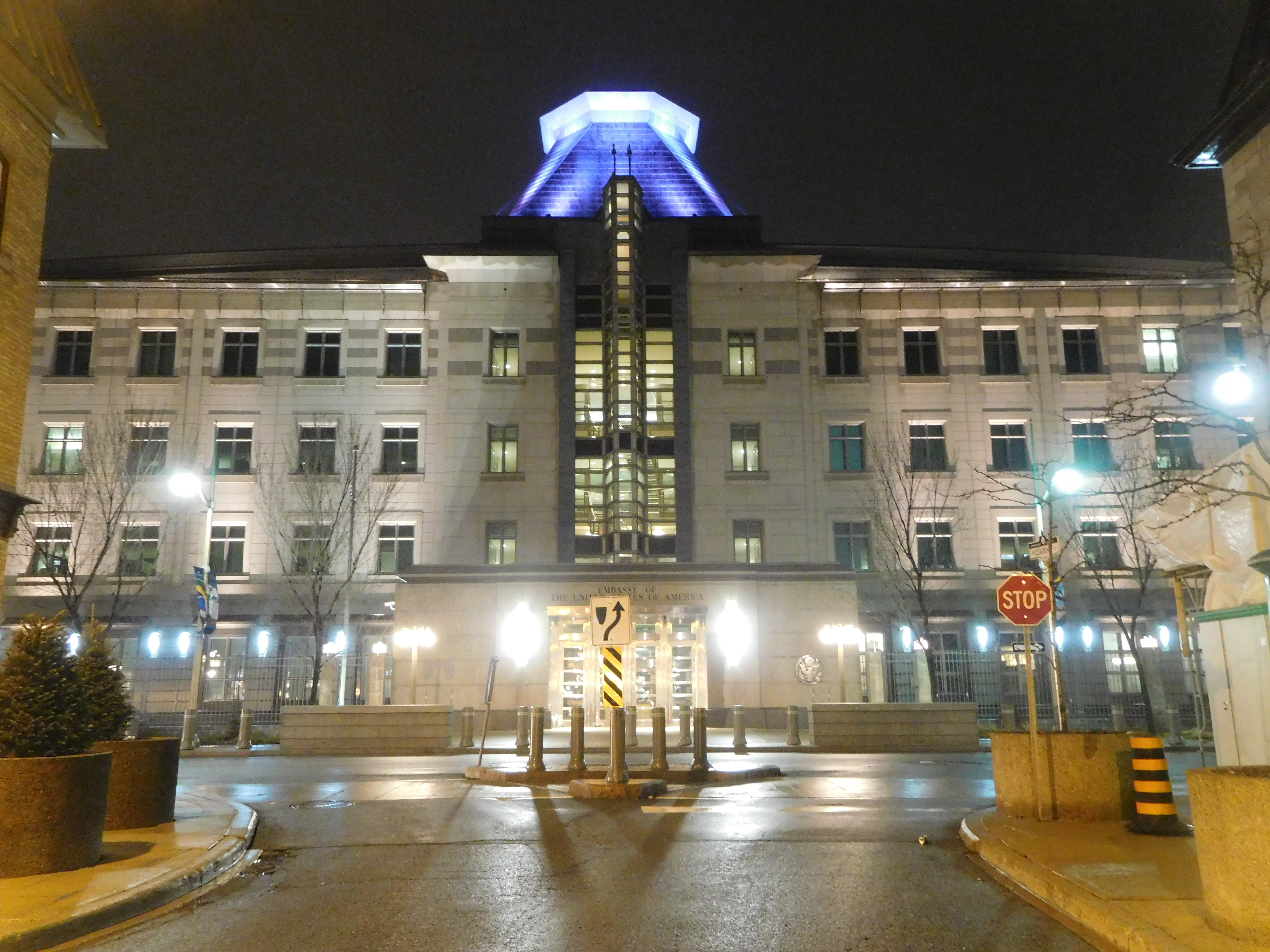
Ambasada Stanów Zjednoczonych w Ottawie

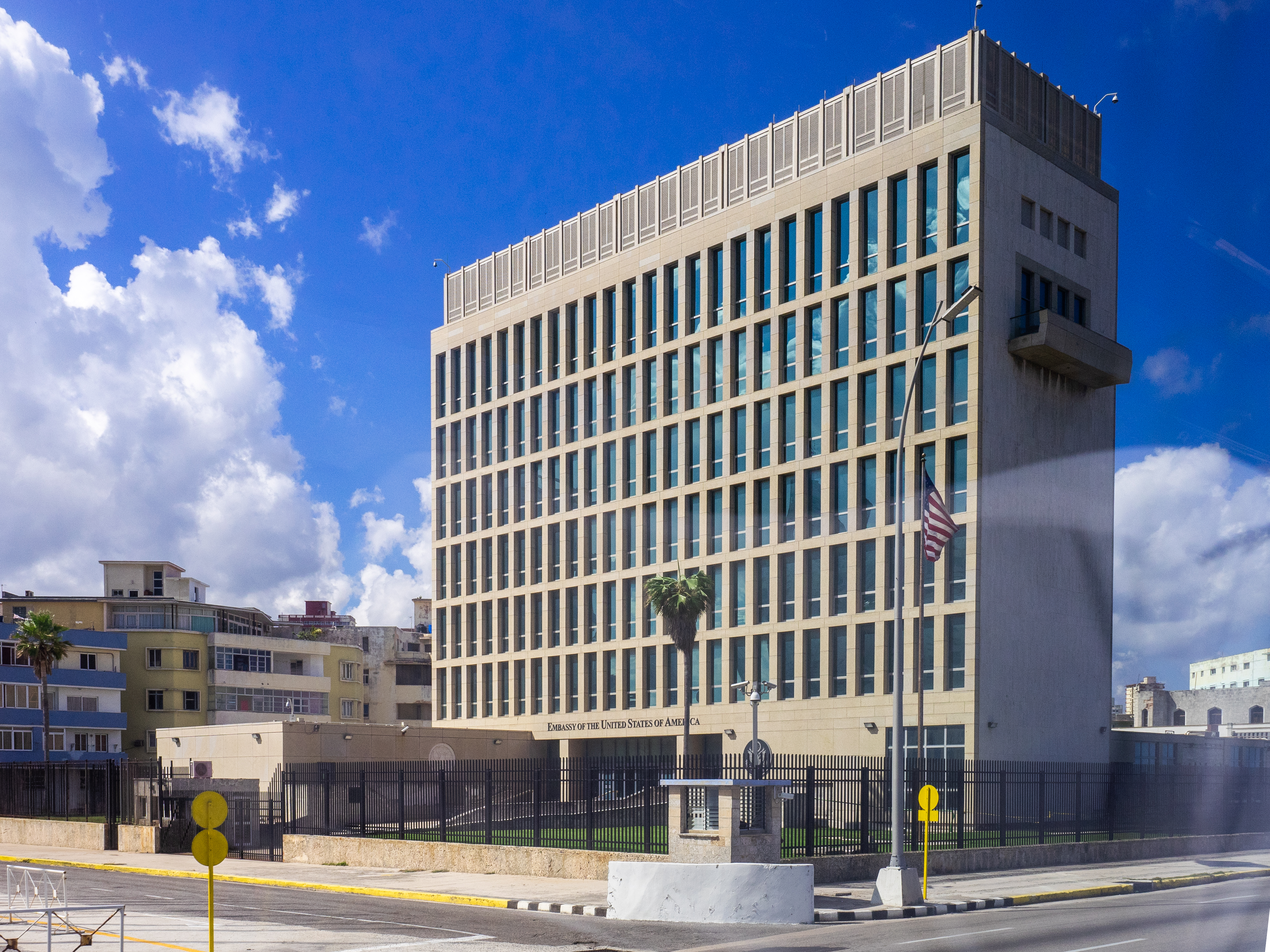
Ambasada Stanów Zjednoczonych w Hawanie

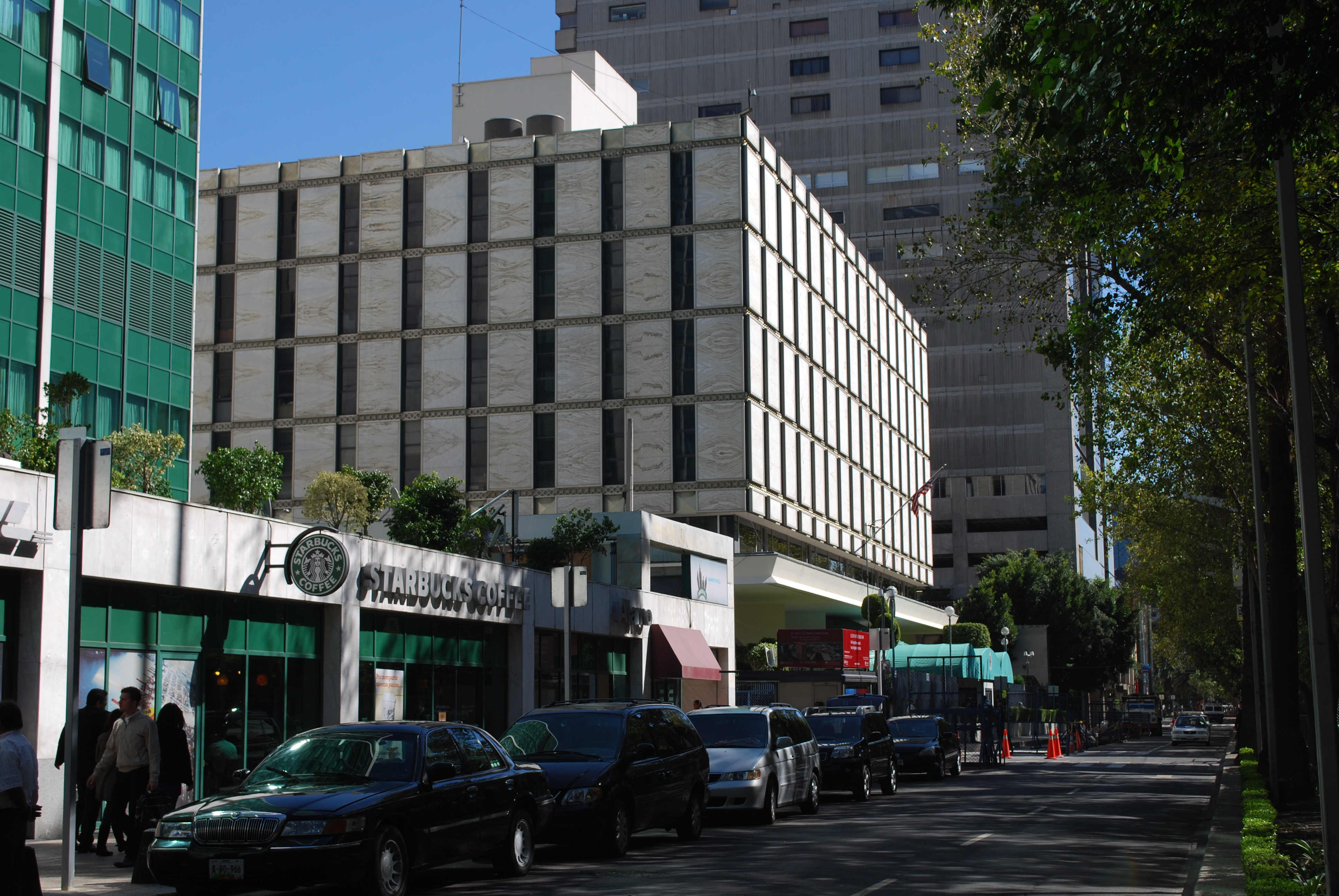
Ambasada Stanów Zjednoczonych w Meksyku

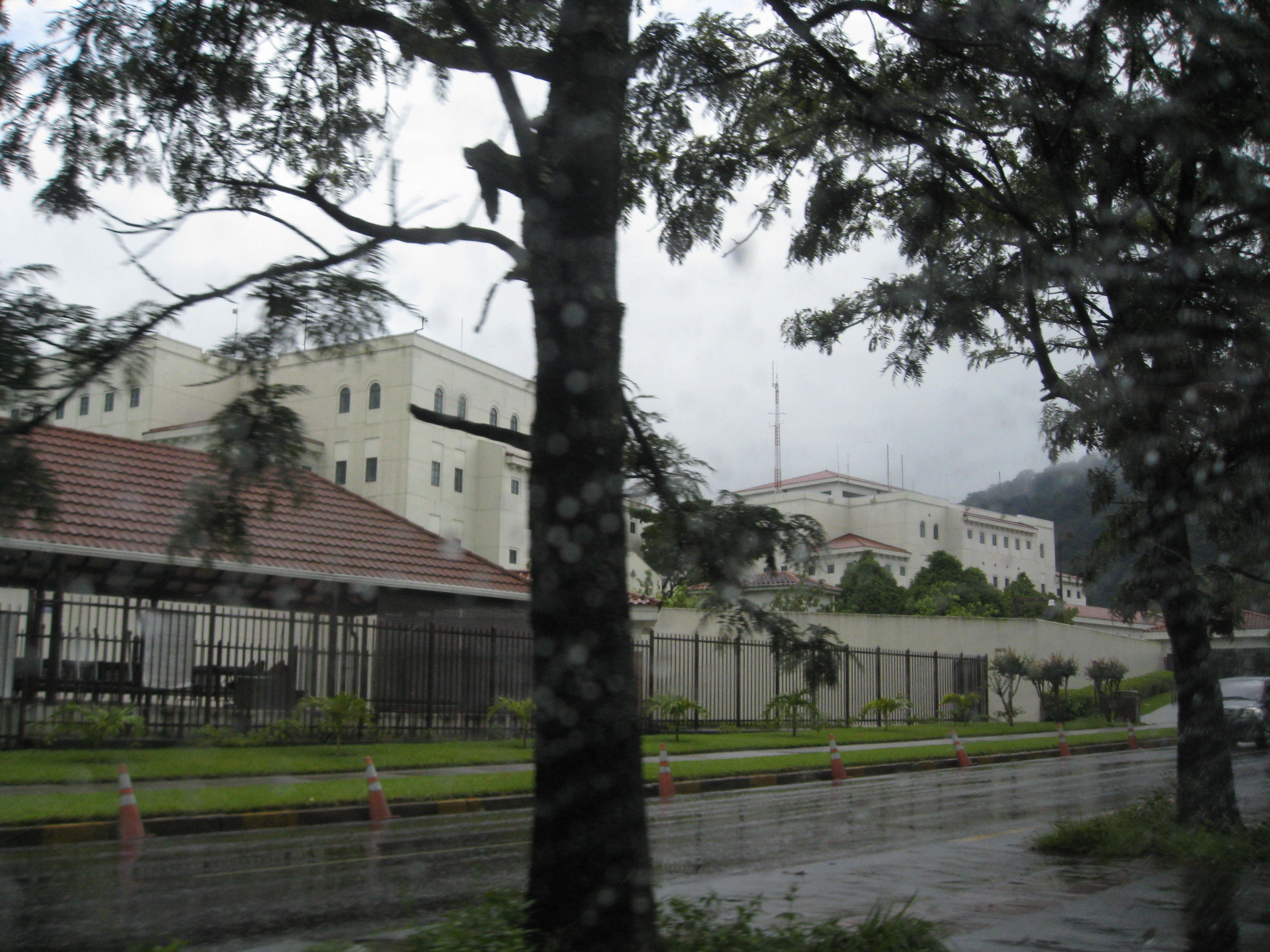
Ambasada Stanów Zjednoczonych w San Salvador

  - Ciudad Juárez (Konsulat generalny)
  - Guadalajara (Konsulat generalny)
  - Hermosillo (Konsulat generalny)
  - Matamoros (Konsulat generalny)
  - Merida (Konsulat generalny)
  - Monterrey (Konsulat generalny)
  - Nogales (Konsulat generalny)
  - Nuevo Laredo (Konsulat generalny)
  - Tijuana (Konsulat generalny)
- Nikaragua
  - Managua (Ambasada)
- Panama
  - Panama (Ambasada)
- Salwador
  - San Salvador (Ambasada)
- Trynidad i Tobago
  - Port-of-Spain (Ambasada)

### Terytoria zależne
- Bermudy
  - Hamilton (Konsulat generalny)
- Curaçao
  - Willemstad (Konsulat generalny)

## Ameryka Południowa
- Argentyna
  - Buenos Aires (Ambasada)
- Boliwia
  - La Paz (Ambasada)
- Brazylia
  - Brasília (Ambasada)
  - Recife (Konsulat generalny)

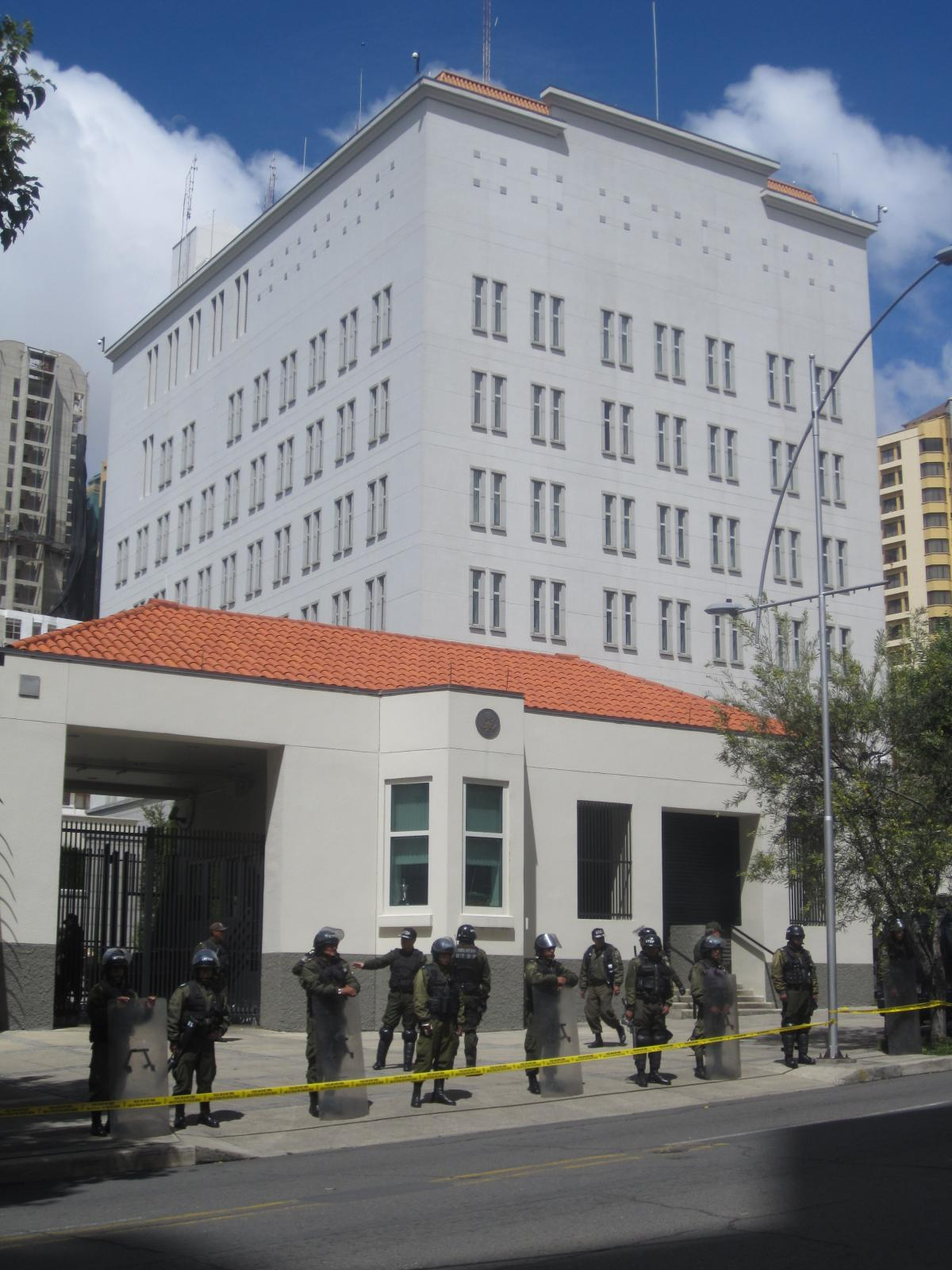
Ambasada Stanów Zjednoczonych w La Paz

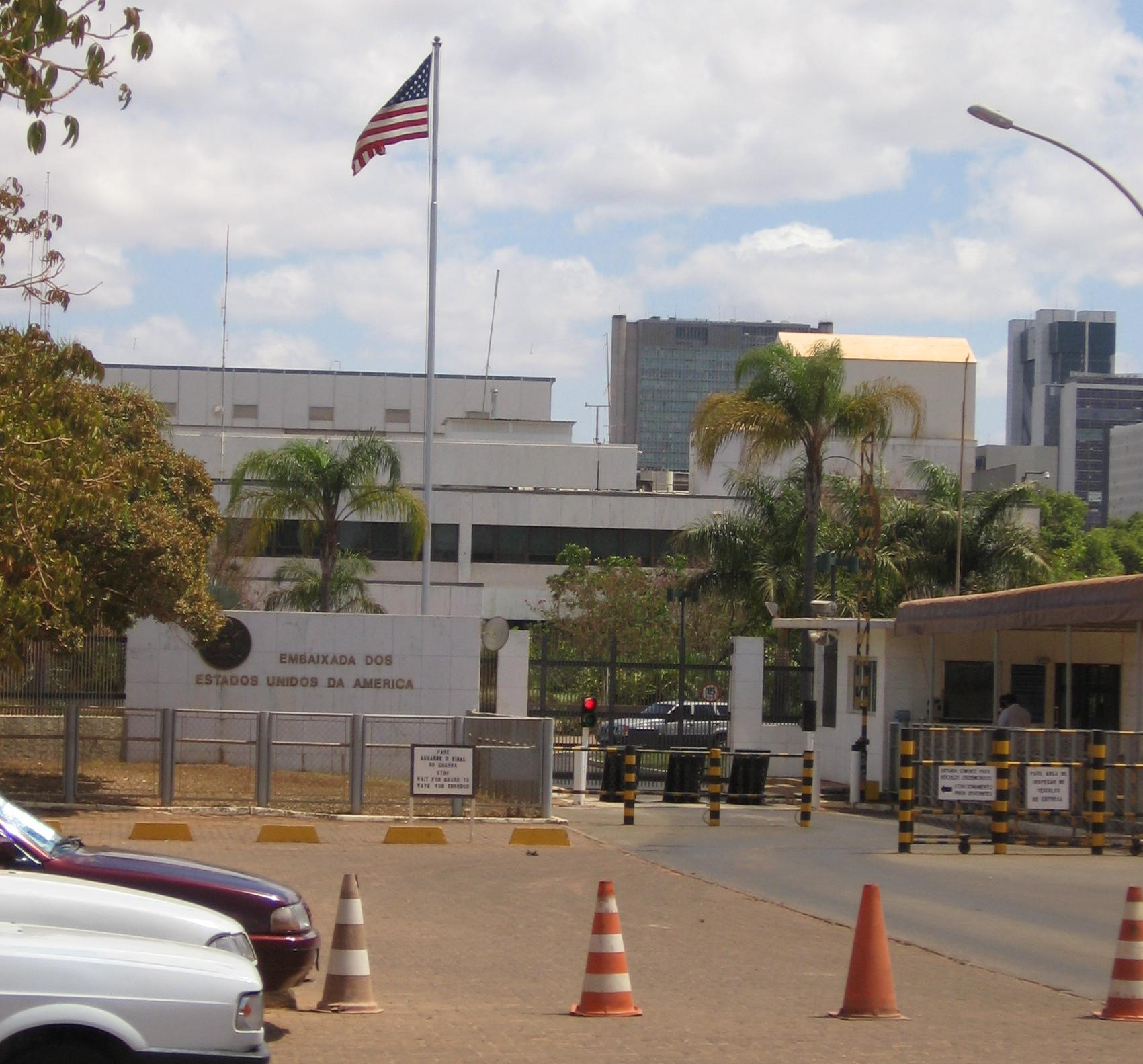
Ambasada Stanów Zjednoczonych w Brasílii

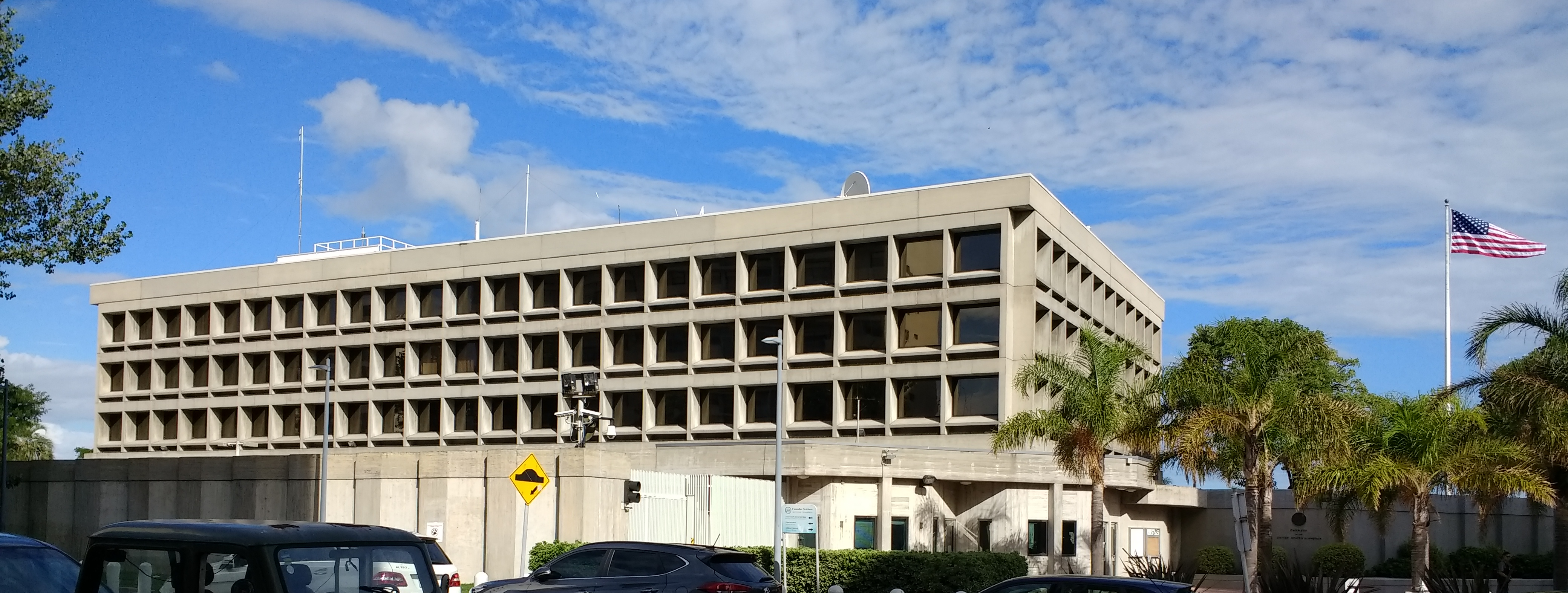
Ambasada Stanów Zjednoczonych w Montevideo

  - Rio de Janeiro (Konsulat generalny)
  - São Paulo (Konsulat generalny)
  - Porto Alegre (Konsulat)
- Chile
  - Santiago (Ambasada)
- Ekwador
  - Quito (Ambasada)
  - Guayaquil (Konsulat generalny)
- Gujana
  - Georgetown (Ambasada)
- Kolumbia
  - Bogota (Ambasada)
- Paragwaj
  - Asunción (Ambasada)
- Peru
  - Lima (Ambasada)
- Surinam
  - Paramaribo (Ambasada)
- Urugwaj
  - Montevideo (Ambasada)
- Wenezuela
  - Caracas (Ambasada)

## Afryka
- Algieria
  - Algier (ambasada)
- Angola
  - Luanda (ambasada)
- Benin
  - Cotonou (ambasada)
- Botswana
  - Gaborone (ambasada)
- Burkina Faso
  - Wagadugu (ambasada)
- Burundi
  - Bużumbura (ambasada)
- Czad
  - Ndżamena (ambasada)
- Demokratyczna Republika Konga
  - Kinszasa (ambasada)
- Dżibuti
  - Dżibuti (ambasada)
- Egipt
  - Kair (ambasada)
  - Aleksandria (konsulat generalny)
- Erytrea
  - Asmara (ambasada)
- Eswatini
  - Mbabane (ambasada)
- Etiopia
  - Addis Abeba (ambasada)
- Gabon
  - Libreville (ambasada)
- Gambia
  - Bandżul (ambasada)
- Ghana
  - Akra (ambasada)
- Gwinea
  - Konakry (ambasada)
- Gwinea Równikowa
  - Malabo (ambasada)
- Kamerun
  - Jaunde (ambasada)
- Kongo
  - Brazzaville (ambasada)
- Kenia
  - Nairobi (ambasada)
- Lesotho
  - Maseru (ambasada)
- Liberia
  - Monrovia (ambasada)
- Madagaskar
  - Antananarywa (ambasada)
- Malawi
  - Lilongwe (ambasada)
- Mali
  - Bamako (ambasada)
- Maroko
  - Rabat (ambasada)
  - Casablanca (konsulat generalny)
- Mauretania
  - Nawakszut (ambasada)
- Mauritius
  - Port Louis (ambasada)
- Mozambik
  - Maputo (ambasada)
- Namibia
  - Windhoek (ambasada)
- Niger
  - Niamey (ambasada)
- Nigeria
  - Abudża (ambasada)
  - Lagos (konsulat generalny)
- Południowa Afryka
  - Pretoria (ambasada)
  - Durban (konsulat generalny)

Ambasada Stanów Zjednoczonych w Libreville

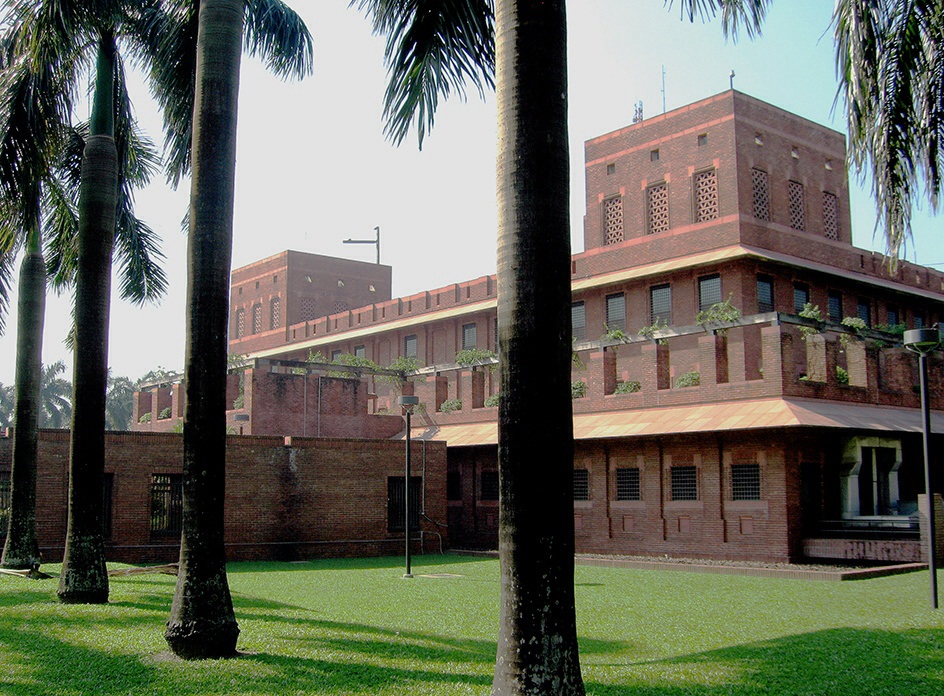
Ambasada Stanów Zjednoczonych w Dhace

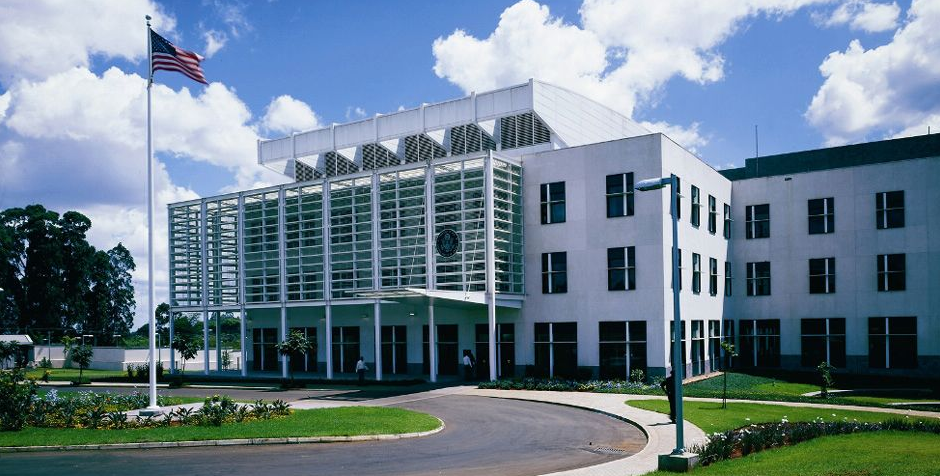
Ambasada Stanów Zjednoczonych w Nairobi

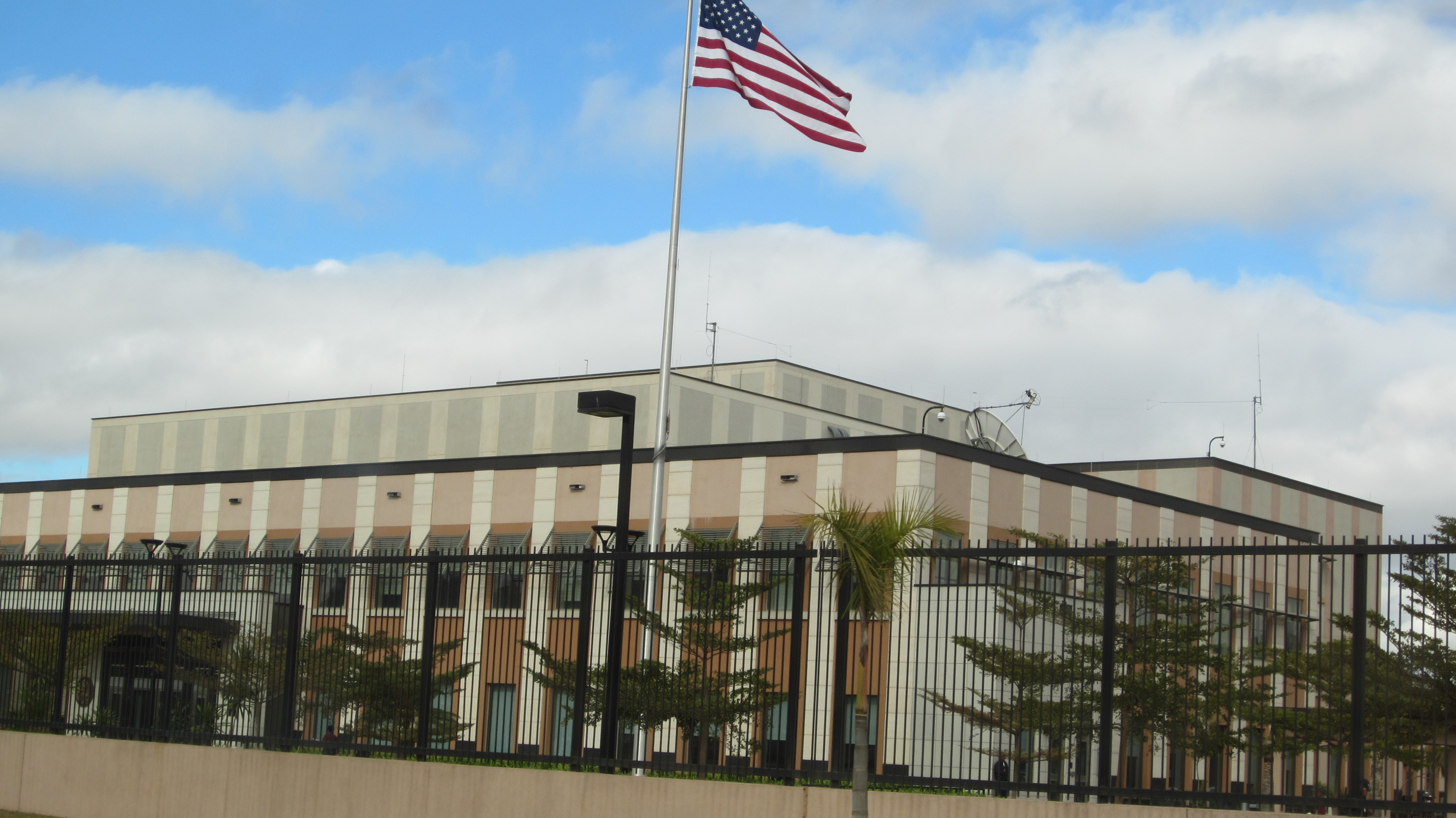
Ambasada Stanów Zjednoczonych w Antananarywie

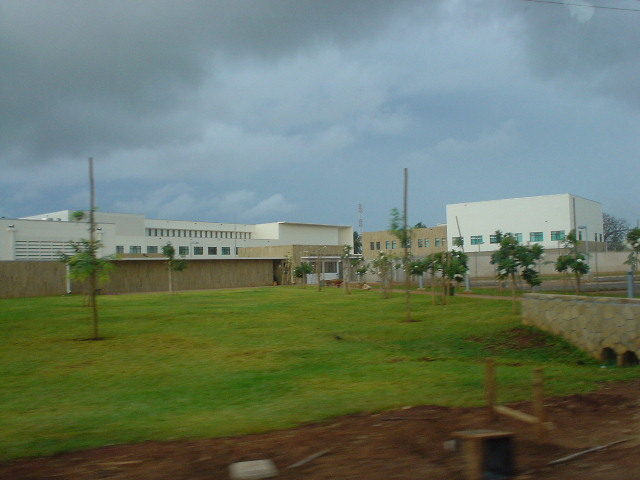
Ambasada Stanów Zjednoczonych w Dar es Salaam

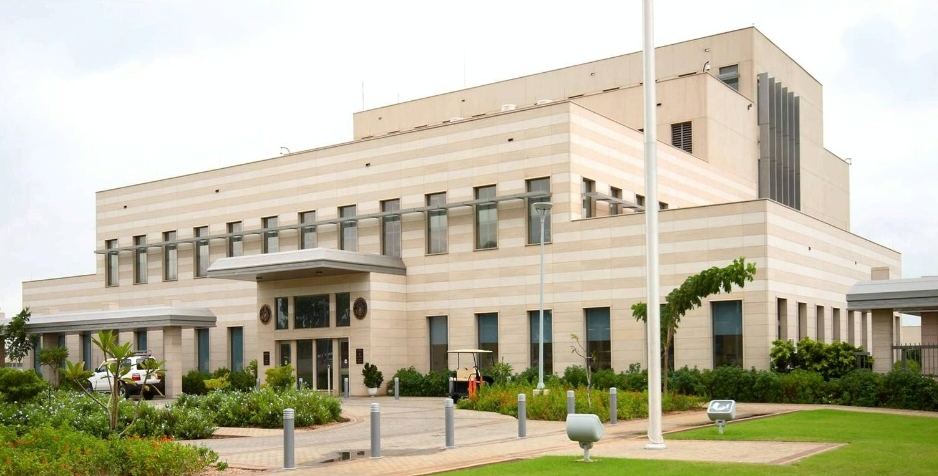
Ambasada Stanów Zjednoczonych w Lomé

  - Johannesburg (konsulat generalny)
  - Kapsztad (konsulat generalny)
- Rwanda
  - Kigali (ambasada)
- Republika Środkowoafrykańska
  - Bangi (ambasada)
- Republika Zielonego Przylądka
  - Praia (ambasada)
- Senegal
  - Dakar (ambasada)
- Seszele
  - Victoria (ambasada)
- Sierra Leone
  - Freetown (ambasada)
- Somalia
  - Mogadiszu (ambasada)
- Sudan Południowy
  - Dżuba (ambasada)
- Tanzania
  - Dar es Salaam (ambasada)
- Togo
  - Lomé (ambasada)
- Tunezja
  - Tunis (ambasada)
- Uganda
  - Kampala (ambasada)
- Wybrzeże Kości Słoniowej
  - Abidżan (ambasada)
- Zambia
  - Lusaka (ambasada)
- Zimbabwe
  - Harare (ambasada)

## Azja
- Afganistan
  - Kabul (Ambasada)[a][1]
- Arabia Saudyjska
  - Rijad (Ambasada)
  - Az-Zahran (Konsulat generalny)
  - Dżedda (Konsulat generalny)
- Armenia
  - Erywań (Ambasada)
- Azerbejdżan
  - Baku (Ambasada)
- Bahrajn
  - Manama (Ambasada)
- Bangladesz
  - Dhaka (Ambasada)
- Brunei
  - Bandar Seri Begawan (Ambasada)
- Chiny
  - Pekin (Ambasada)
  - Chengdu (Konsulat generalny)
  - Hongkong (Konsulat generalny)
  - Kanton (Konsulat generalny)
  - Shenyang (Konsulat generalny)
  - Szanghaj (Konsulat generalny)
  - Wuhan (Konsulat generalny)
- Gruzja
  - Tbilisi (Ambasada)
- Filipiny
  - Manila (Ambasada)
- Indie
  - Nowe Delhi (Ambasada)
  - Ćennaj (Konsulat generalny)
  - Hajdarabad (Konsulat generalny)
  - Kolkata (Konsulat generalny)
  - Mumbaj (Konsulat generalny)
- Indonezja
  - Dżakarta (Ambasada)
  - Surabaja (Konsulat generalny)
  - Medan (Konsulat)
  - Denpasar (Agencja konsularna)
- Irak
  - Bagdad (Ambasada)
  - Irbil (Konsulat generalny)
- Iran

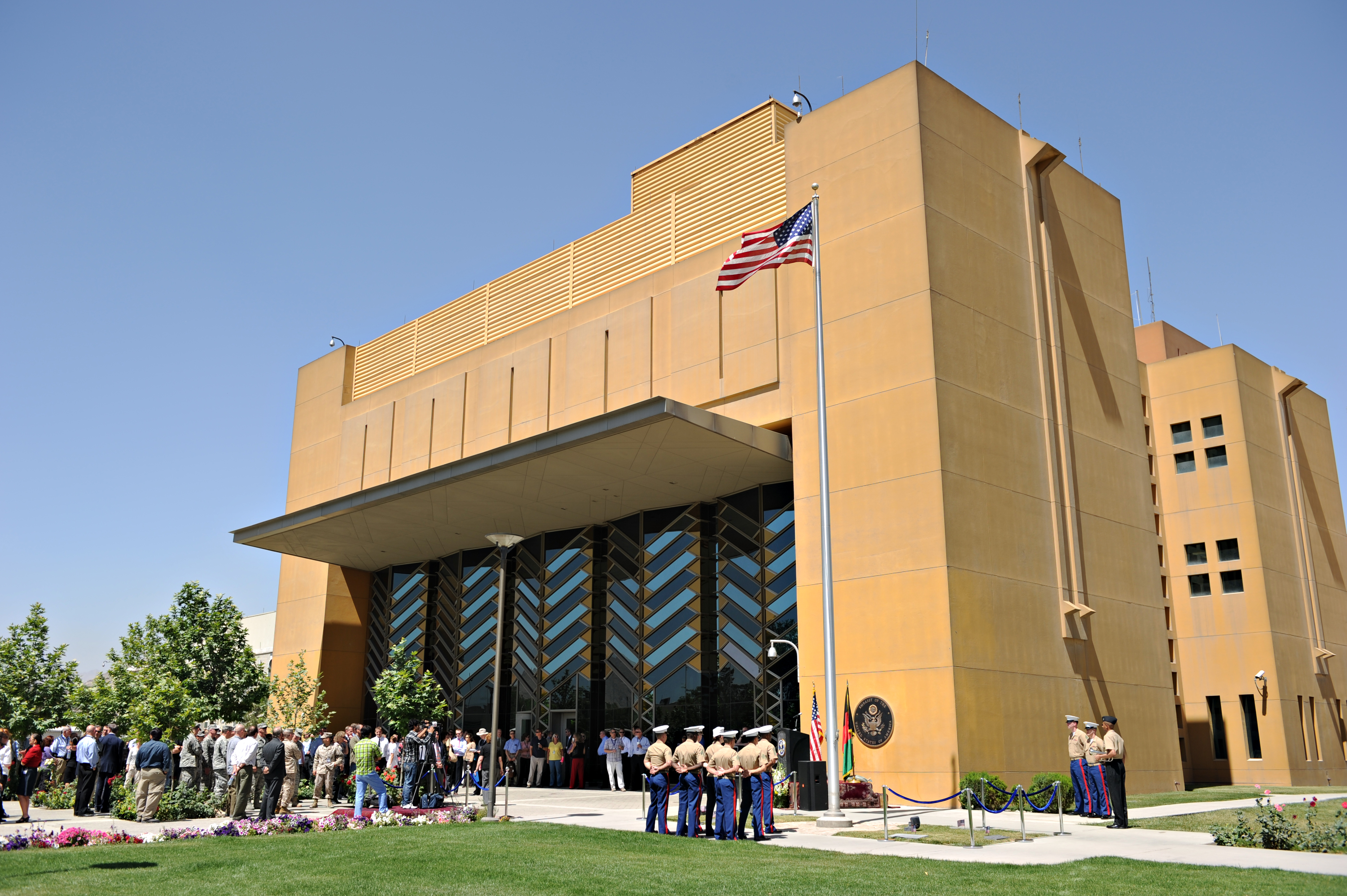
Ambasada Stanów Zjednoczonych w Kabulu

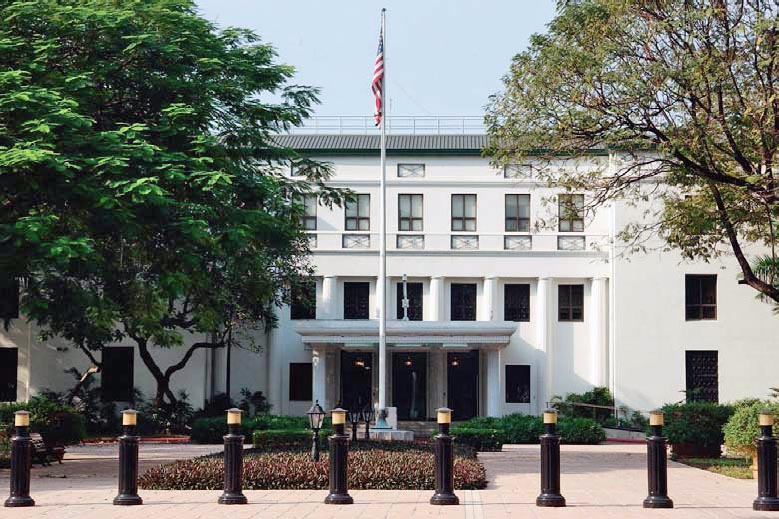
Ambasada Stanów Zjednoczonych w Manili

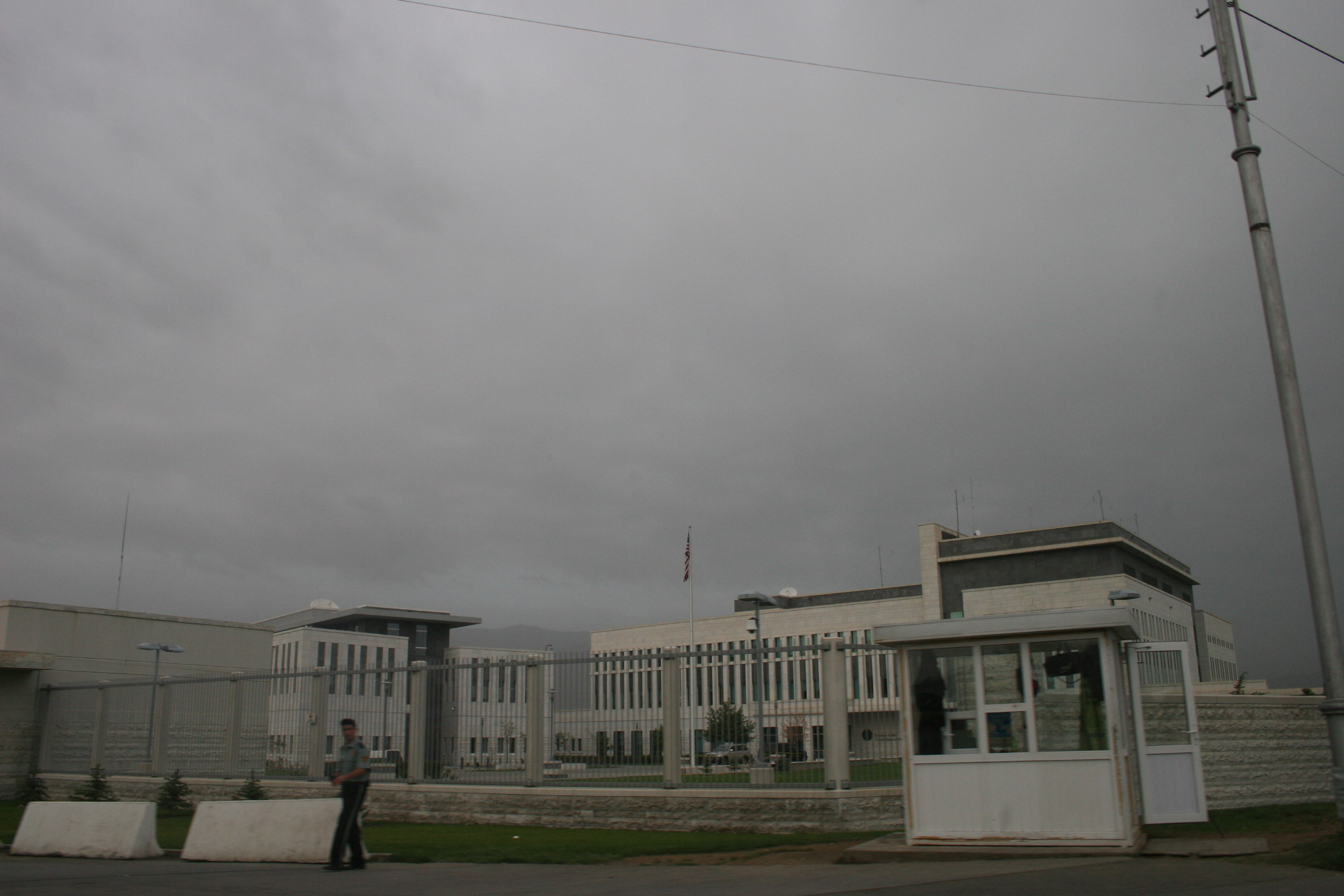
Ambasada Stanów Zjednoczonych w Tbilisi

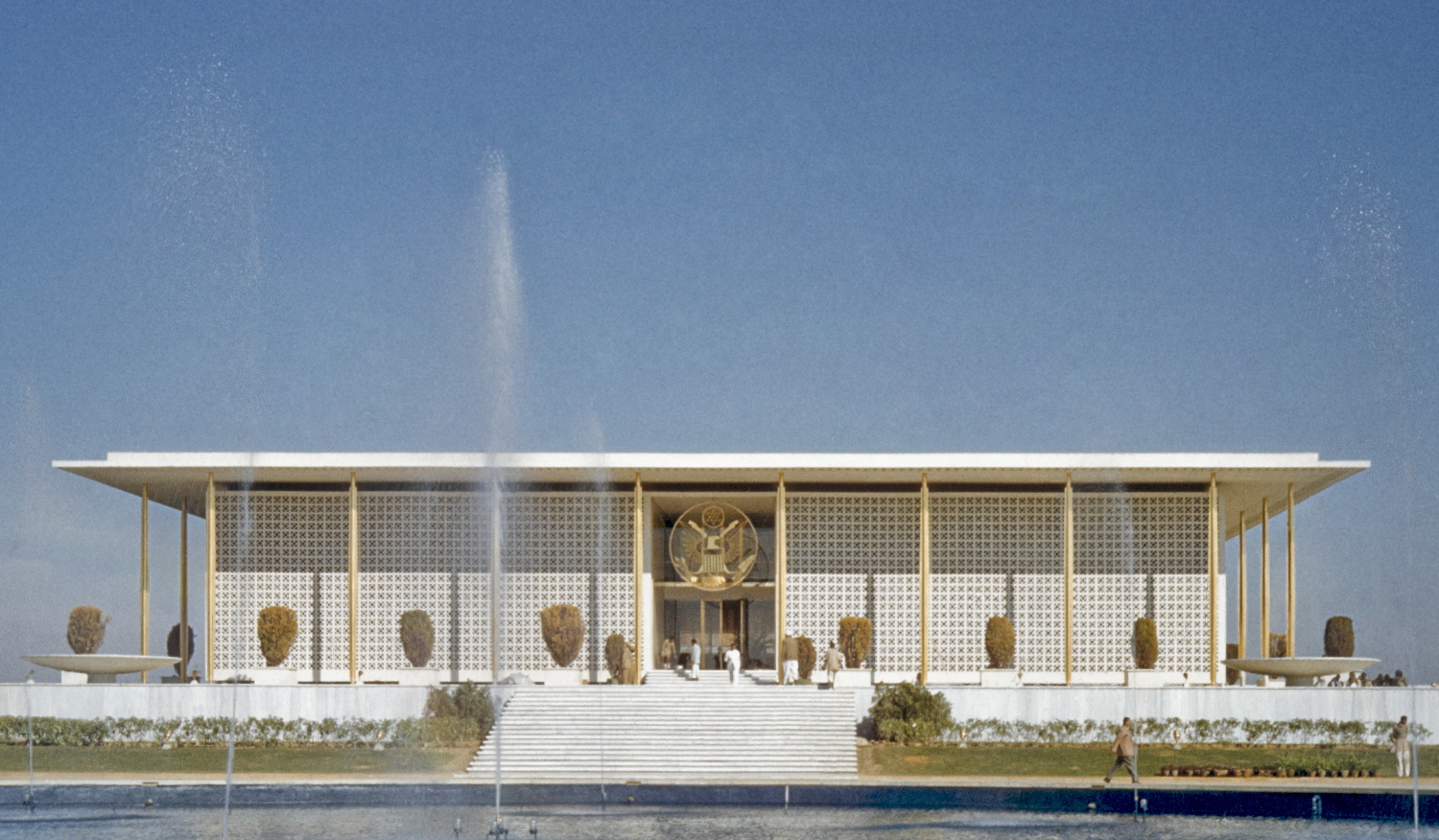
Ambasada Stanów Zjednoczonych w Nowym Delhi

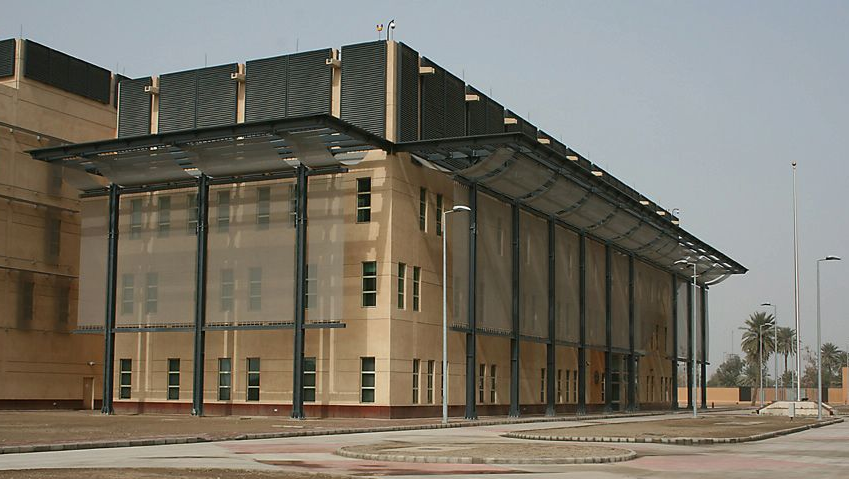
Ambasada Stanów Zjednoczonych w Bagdadzie

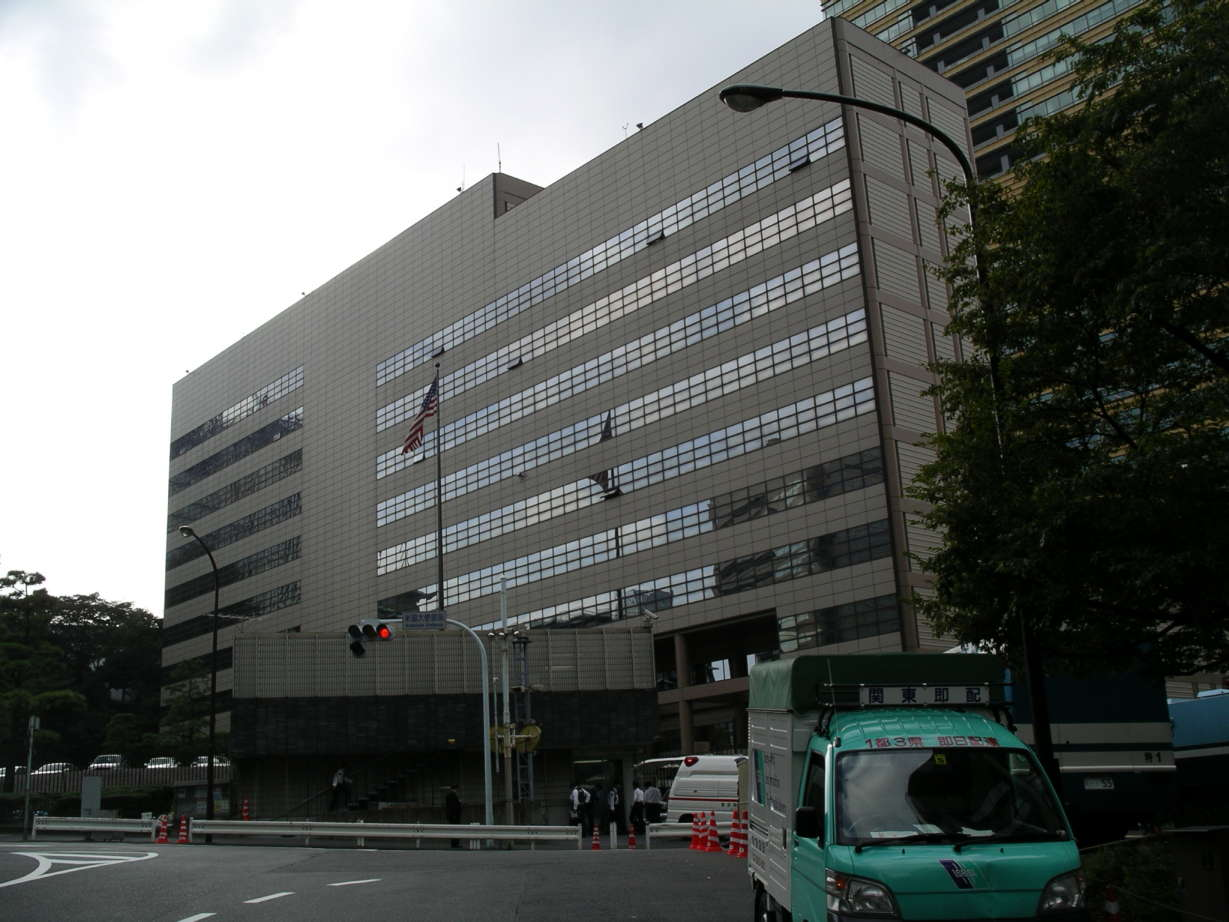
Ambasada Stanów Zjednoczonych w Tokio

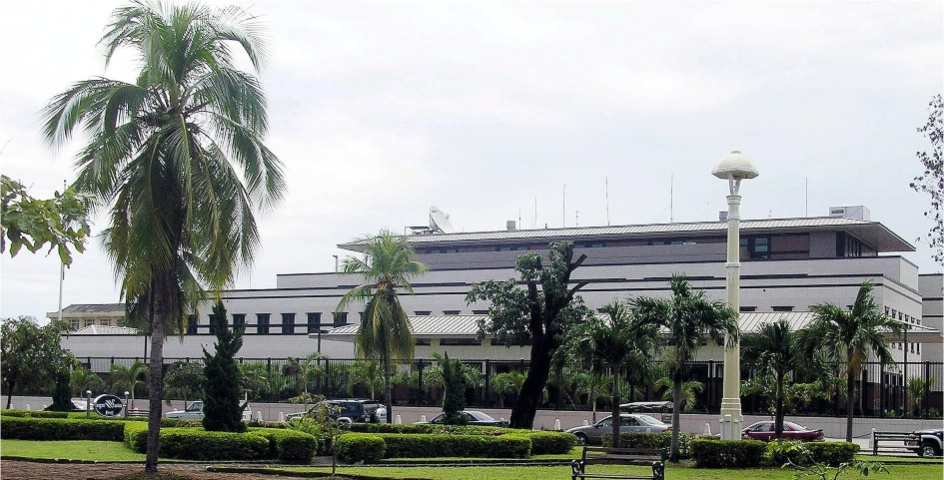
Ambasada Stanów Zjednoczonych w Phnom Penh

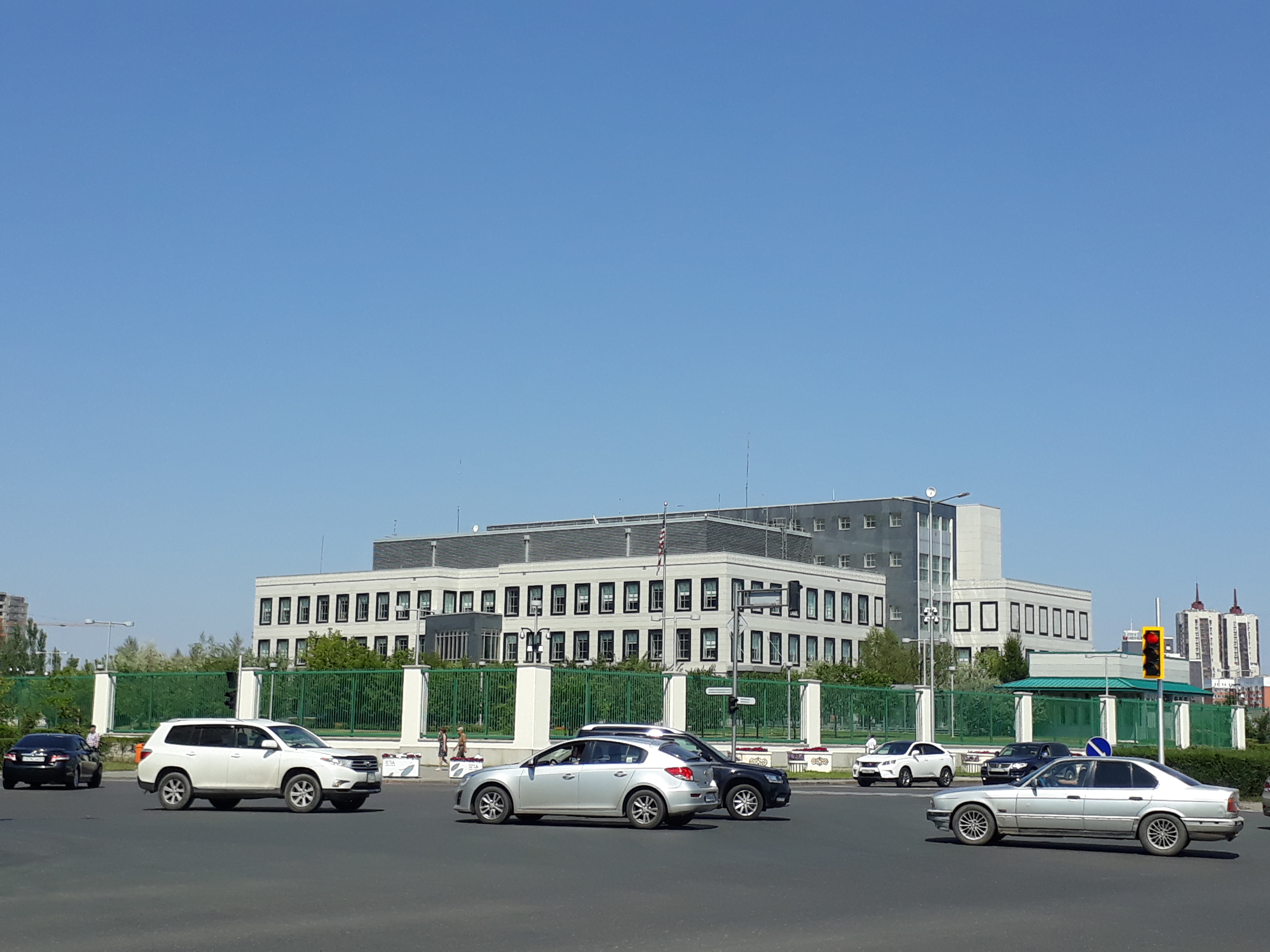
Ambasada Stanów Zjednoczonych w Astanie

Ambasada Stanów Zjednoczonych w Biszkeku

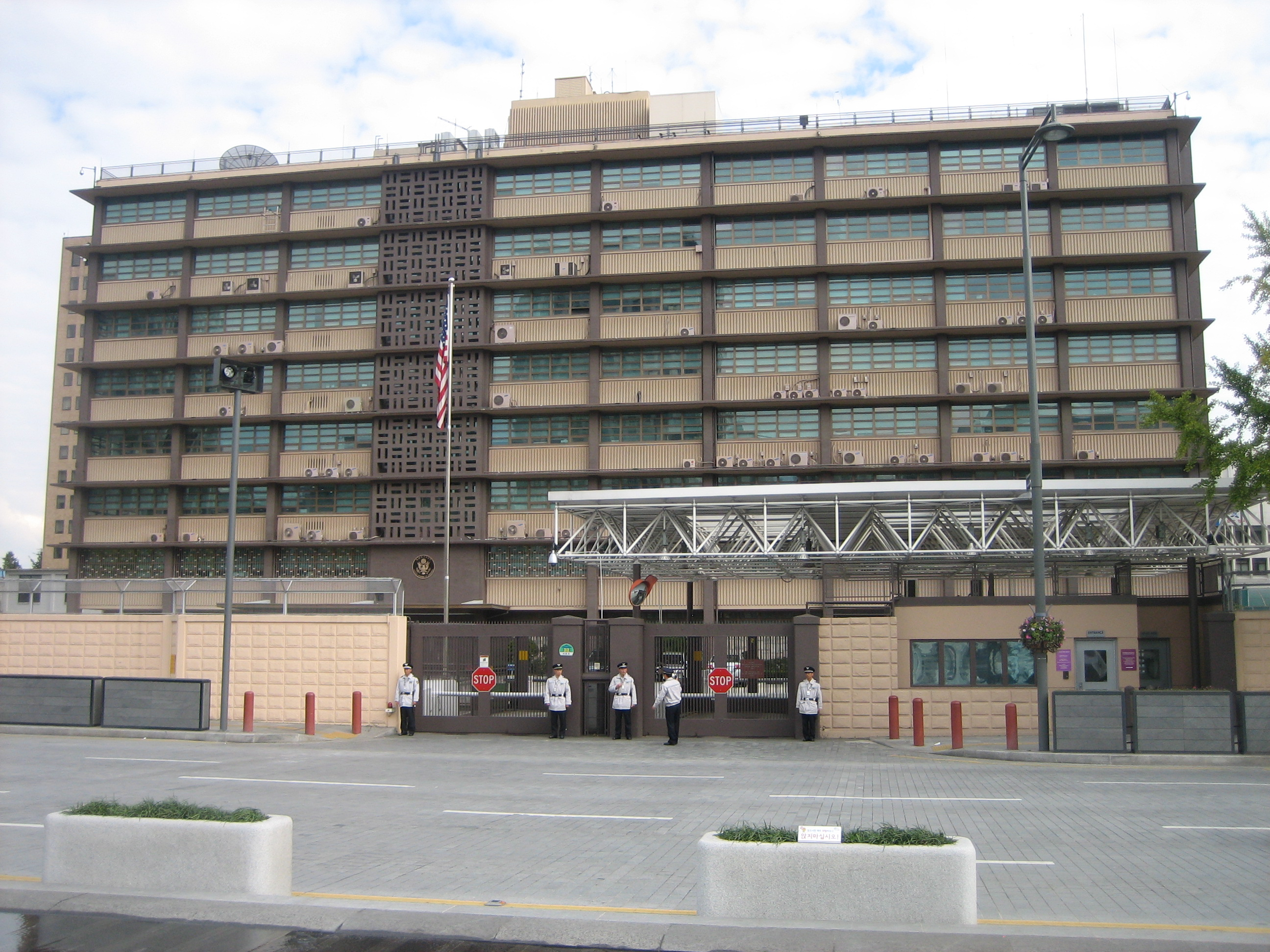
Ambasada Stanów Zjednoczonych w Seulu

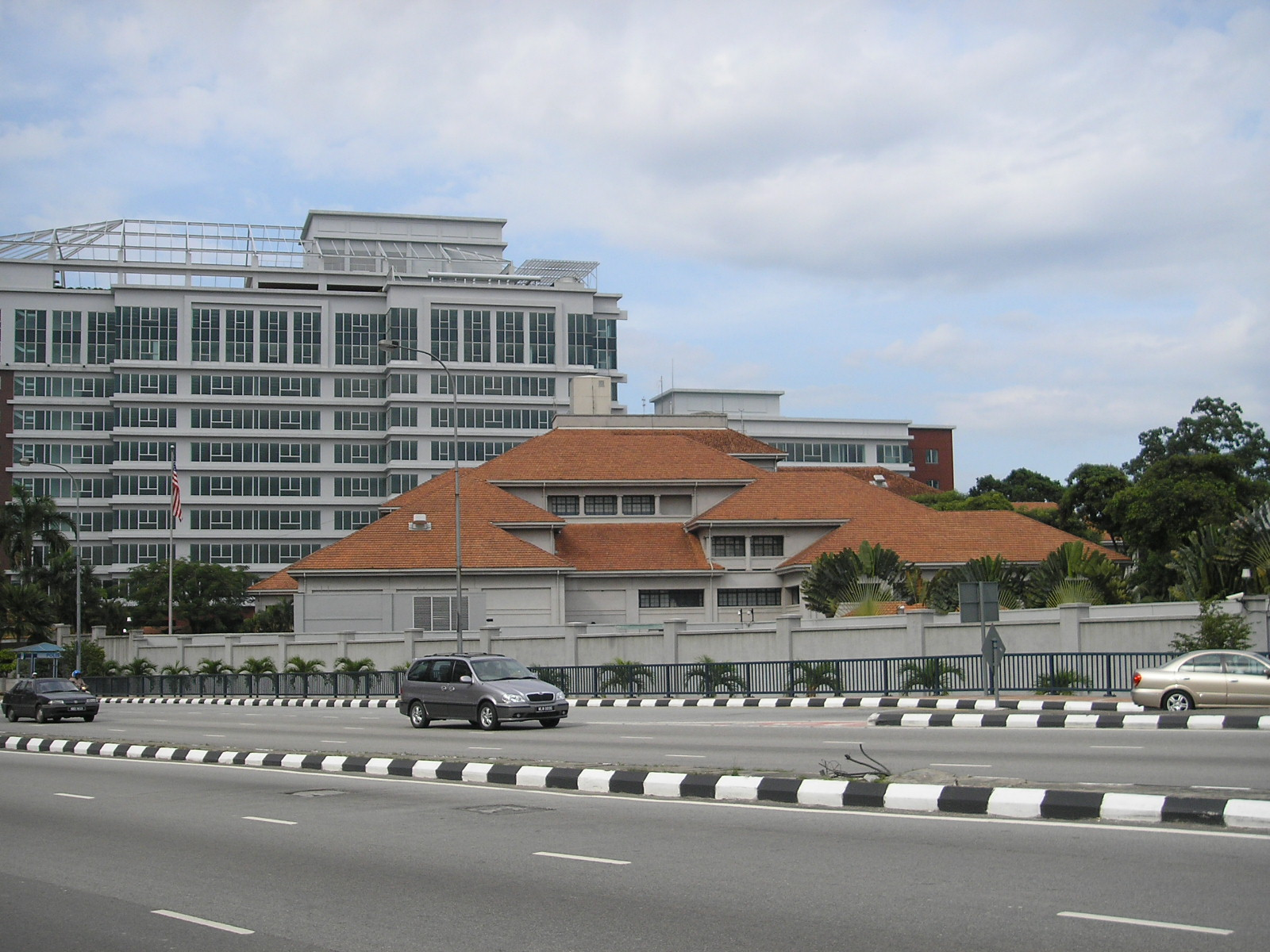
Ambasada Stanów Zjednoczonych w Kuala Lumpur

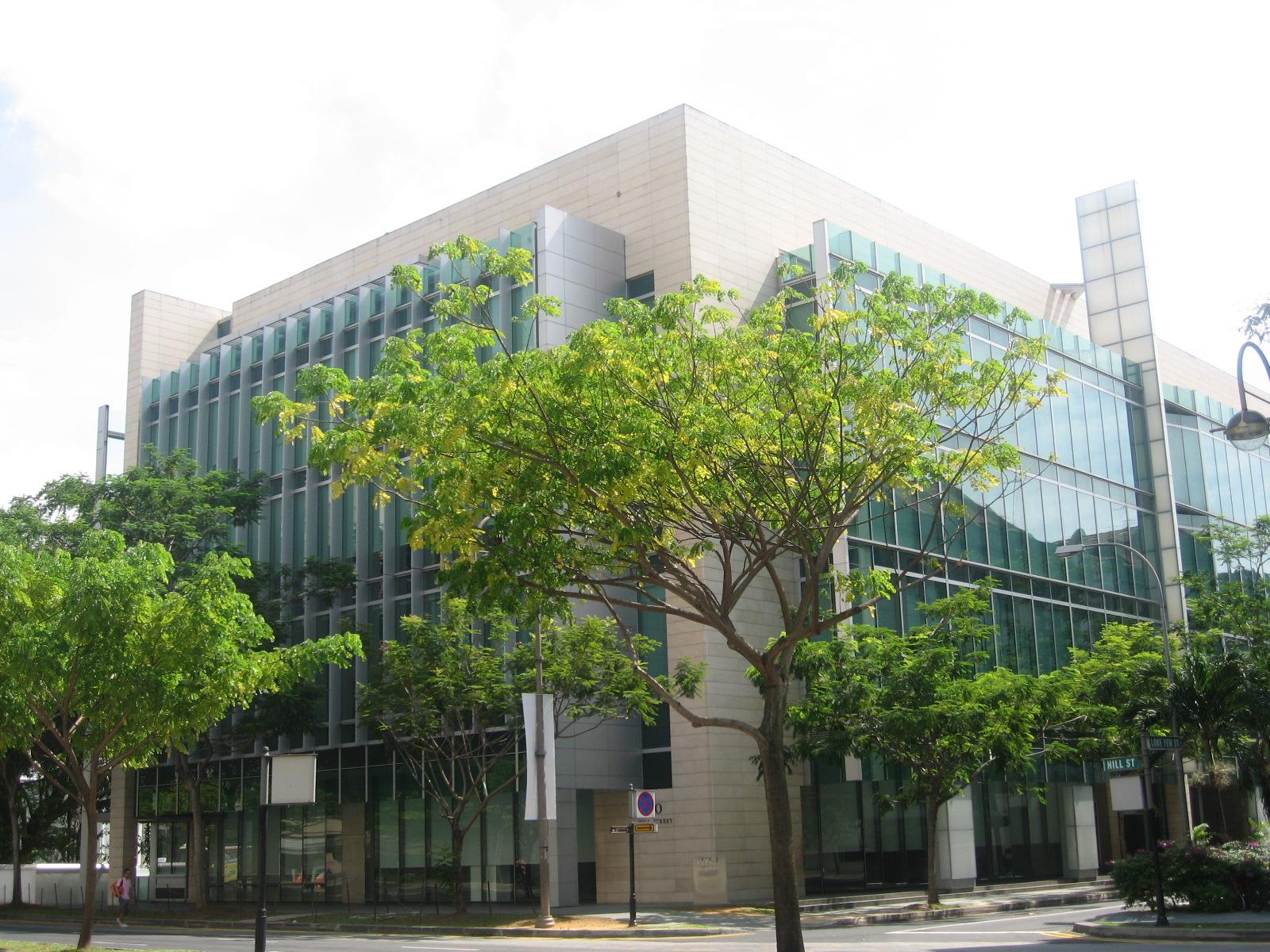
Ambasada Stanów Zjednoczonych w Singapurze

Brak relacji dyplomatycznych. Stany Zjednoczone są reprezentowane w Iranie przez Sekcję Interesów Amerykańskich Ambasady Szwajcarii w Teheranie
- Izrael
  - Jerozolima (Ambasada)
  - Tel Awiw (Oddział ambasady)
- Japonia
  - Tokio (Ambasada)
  - Naha (Konsulat generalny)
  - Osaka (Konsulat generalny)
  - Sapporo (Konsulat generalny)
  - Fukuoka (Konsulat)
  - Nagoja (Konsulat)
- Jordania
  - Amman (Ambasada)
- Katar
  - Doha (Ambasada)
- Kazachstan
  - Astana (Ambasada)
  - Ałmaty (Konsulat generalny)
- Kambodża
  - Phnom Penh (Ambasada)
- Kirgistan
  - Biszkek (Ambasada)
- Korea Południowa
  - Seul (Ambasada)
  - Pusan (Konsulat)
- Kuwejt
  - Kuwejt (Ambasada)
- Laos
  - Wientian (Ambasada)
- Liban
  - Bejrut (Ambasada)
- Malediwy
  - Malé (Ambasada)
- Malezja
  - Kuala Lumpur (Ambasada)
- Mjanma
  - Rangun (Ambasada)
- Mongolia
  - Ułan Bator (Ambasada)
- Nepal
  - Katmandu (Ambasada)
- Oman
  - Maskat (Ambasada)
- Pakistan
  - Islamabad (Ambasada)
  - Karaczi (Konsulat generalny)
  - Lahore (Konsulat generalny)
  - Peszawar (Konsulat generalny)
- Singapur
  - Singapur (Ambasada)
- Sri Lanka
  - Kolombo (Ambasada)
- Syria
  - Damaszek (Ambasada)[b]
- Tadżykistan
  - Duszanbe (Ambasada)
- Tajlandia
  - Bangkok (Ambasada)
  - Chiang Mai (Konsulat generalny)
- Tajwan
  - Tajpej (Instytut Amerykański)
  - Kaohsiung (Oddział Instytutu Amerykańskiego)
- Timor Wschodni
  - Dili (Ambasada)
- Turkmenistan
  - Aszchabad (Ambasada)
- Uzbekistan
  - Taszkent (Ambasada)
- Wietnam
  - Hanoi (Ambasada)
  - Ho Chi Minh (Konsulat)
- Zjednoczone Emiraty Arabskie
  - Abu Zabi (Ambasada)
  - Dubaj (Konsulat generalny)

## Australia i Oceania

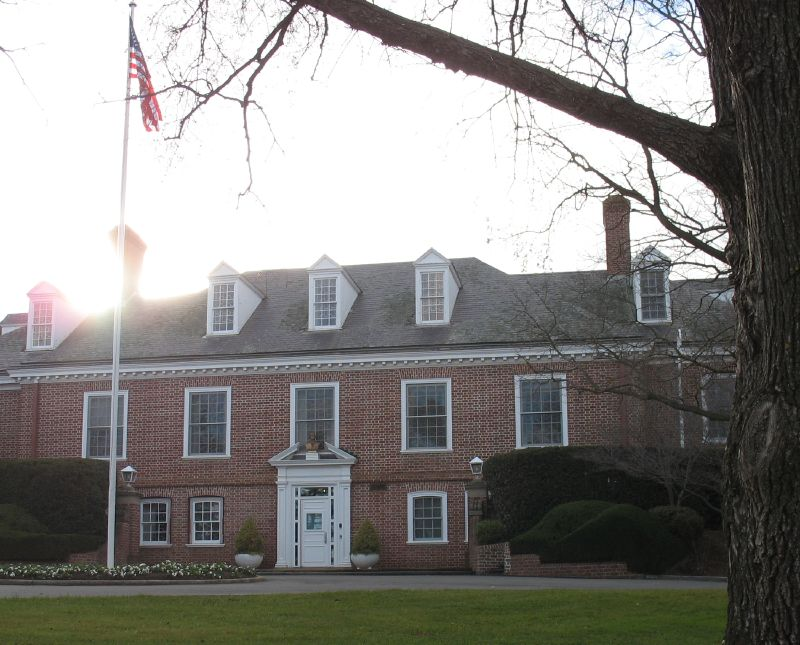
Ambasada Stanów Zjednoczonych w Canberze

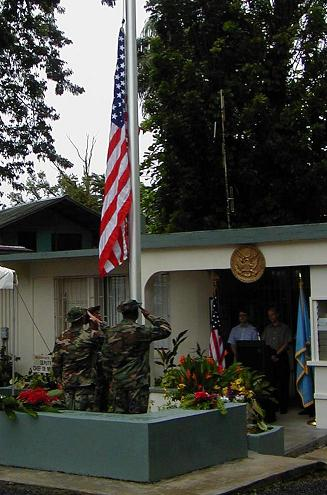
Ambasada Stanów Zjednoczonych w Kolonii

- Australia
  - Canberra (Ambasada)
  - Melbourne (Konsulat generalny)
  - Perth (Konsulat generalny)
  - Sydney (Konsulat generalny)
- Fidżi
  - Suva (Ambasada)
- Mikronezja
  - Kolonia (Ambasada)
- Nowa Zelandia
  - Wellington (Ambasada)
  - Auckland (Konsulat generalny)
- Palau
  - Koror (Ambasada)
- Papua-Nowa Gwinea
  - Port Moresby (Ambasada)
- Samoa
  - Apia (Ambasada)
- Tonga
  - Nukuʻalofa (Ambasada)
- Wyspy Marshalla
  - Majuro (Ambasada)

## Organizacje międzynarodowe
- Nowy Jork – Stałe Przedstawicielstwo przy Organizacji Narodów Zjednoczonych
- Genewa – Stałe Przedstawicielstwo przy Biurze Narodów Zjednoczonych i innych organizacjach
- Rzym – Stałe Przedstawicielstwo przy Biurze Narodów Zjednoczonych
- Wiedeń – Stałe Przedstawicielstwo przy Biurze Narodów Zjednoczonych, Organizacji Bezpieczeństwa i Współpracy w Europie i innych organizacjach
- Paryż – Misja przy OECD
- Bruksela:
  - Misja przy NATO
  - Misja przy Unii Europejskiej
- Dżakarta – Misja przy ASEAN
- Addis Abeba – Misja przy Unii Afrykańskiej
- Montreal – Misja przy Organizacji Międzynarodowego Lotnictwa Cywilnego
- Waszyngton – Misja przy Organizacji Państw Amerykańskich